# Naturpark Südheide
Der Naturpark Südheide ist seit 1964 als ein schutzwürdiger deutscher Naturpark in der nach Westen und Osten deutlich umfangreicheren Südheide ausgewiesen. Er ist gekennzeichnet durch große Wald- und Heideflächen. Fünf Prozent seiner Fläche sind als Naturschutzgebiet und 90 Prozent als Landschaftsschutzgebiet ausgewiesen.

## Lage
Der etwa 480 km² große Naturpark Südheide liegt in der südlichen Lüneburger Heide, im Nordosten des Landkreises Celle und beginnt wenige Kilometer nördlich von Celle. Er erstreckt sich von dort zwischen der Stadt Bergen im Westen, über Faßberg im Norden sowie Weyhausen und Steinhorst im Osten. Weitere Heideorte im Naturpark sind Eschede, Hermannsburg, Müden (Örtze), Unterlüß, Eldingen und am Rand des Naturparks Winsen (Aller).
Der Naturpark nimmt nur etwa ein Sechstel der Fläche der naturräumlichen Haupteinheit Südheide ein. Nordnordwestlich des Naturparks Südheide liegt, in rund 18 km Entfernung, der Naturpark Lüneburger Heide um den Nordwestteil der Hohen Heide, in dessen Zentrum sich das Naturschutzgebiet Lüneburger Heide befindet. Ostnordöstlich liegt, etwa 26 km entfernt, der Naturpark Wendland.Elbe mit Landschaften der Ostheide.

## Entstehung und Geschichte

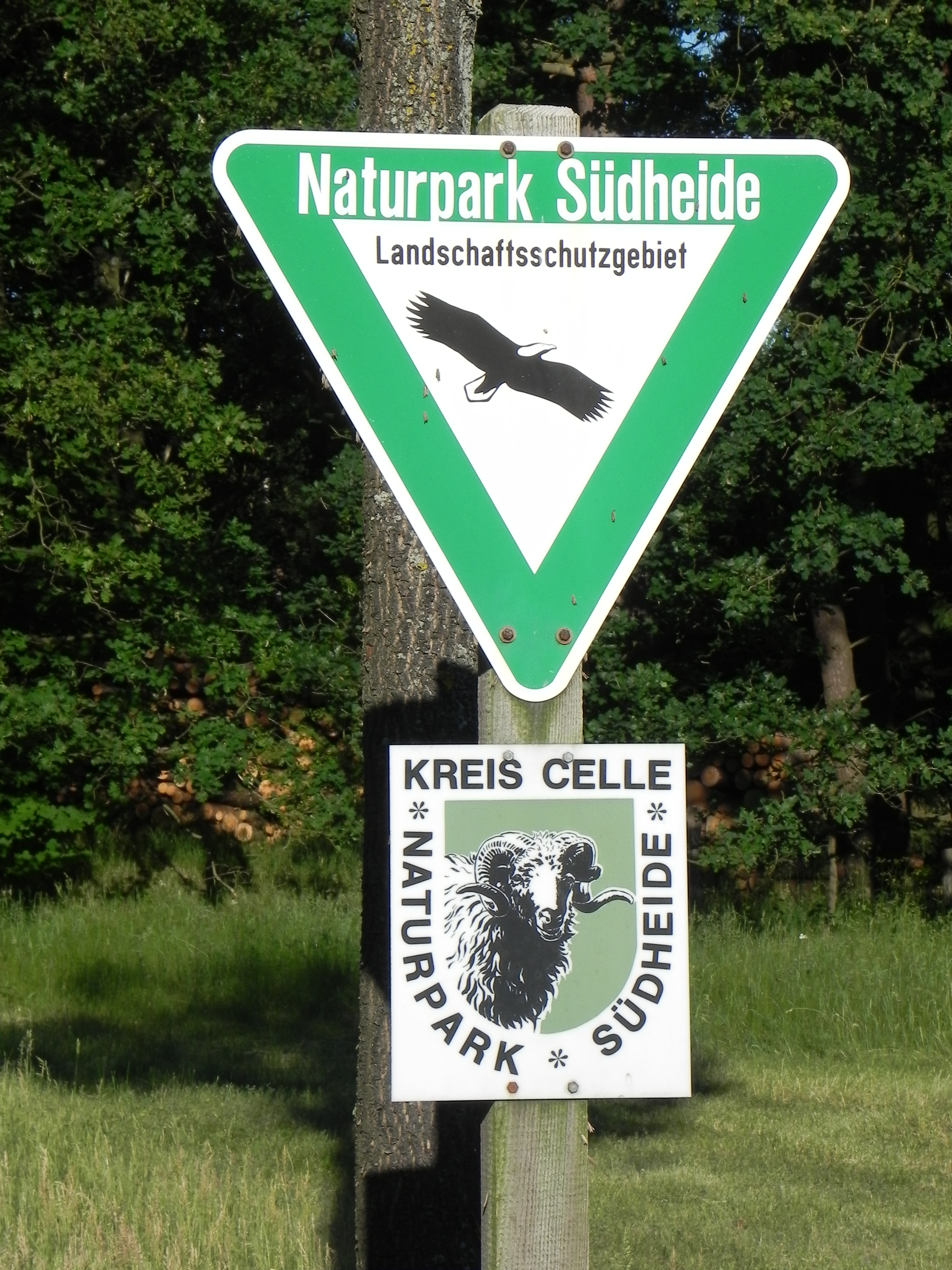
Hinweisschild Naturpark Südheide

Die Landschaft des Naturparks ist von der Eiszeit geprägt worden. Die in dieser Zeit abgelagerten Kiese und Sande bilden ein wellig bis sanft hügeliges Gelände. Es ist aufgebaut aus Sanderflächen, Grundmoränenplatten und Endmoränenresten.
Auf den nährstoffarmen Sandflächen der Geest im Bereich des heutigen Naturparks wurden etwa im 18. und 19. Jahrhundert Nadelwälder angepflanzt. Als Ackerböden wurden früher nur die lehmhaltigeren Böden genutzt. Diese Nutzungsverhältnisse erklären die dünne Besiedlung des Gebietes mit Streusiedlungen und daher auch die wenigen Verkehrswege. Mit der Einführung des mineralischen Düngers im 19. Jahrhundert konnten auch die kargen Sandböden für den Ackerbau genutzt werden. Die ehemals flächendeckenden Heidegebiete wurden dadurch zum großen Teil zu landwirtschaftlich genutzten Flächen umgewandelt.
Zwischen 1863 und 1994 wurde an fünf Stellen im Bereich des Naturparks die vielseitig verwendbare Kieselgur abgebaut und verarbeitet.

## Beschreibung
Der Naturpark Südheide ist Teil eines der größten zusammenhängenden Waldgebiete Deutschlands, hauptsächlich geprägt durch Kiefern und Fichten. Teile der früheren königlichen Holzungen, wie z. B. der Lüßwald im Nordosten des Naturparks, besitzen noch alte Buchen- und Eichenbestände.
Besonderer Bestandteil der Landschaft sind die 525 ha Heideflächen, die fast ausschließlich mit der Besenheide (Calluna vulgaris) bewachsen sind. Nur vereinzelt findet man auf den feuchteren Standorten auch die Glocken-Heide (Erica tetralix). Sie sind Reste der ausgedehnten Heideflächen, die sich bis Ende des 19. Jahrhunderts zwischen Celle und Lüneburg erstreckten. Diese sind inzwischen als Naturschutzgebiet oder als Teil des europäischen Schutzgebietssystems NATURA 2000 gesichert.
Träger des 1964 gegründeten Naturparks ist der Landkreis Celle in der östlichen Mitte Niedersachsens. Das gesamte Parkgelände ist fast gänzlich als Landschaftsschutzgebiet ausgewiesen. Mit 43.775 ha ist die Südheide das größte Landschaftsschutzgebiet in Niedersachsen.
Im Naturpark Südheide befinden sich mehrere Naturschutzgebiete, zum Teil mit europäischer Bedeutung. Das größte ist das NSG Lutter (Lachte-Luttergebiet) mit insgesamt 2435,3 ha. Weitere große Naturschutzgebiete im Naturpark sind der Weesener Bach mit 348 ha, die Heideflächen mittleres Lüßplateau (Tiefental) mit 293 ha und das Bornriethmoor mit 115 ha. Der Naturpark Südheide besteht heute zu 65 Prozent aus Waldlandschaft. Die Parkverwaltung bemüht sich um den Erhalt der Heideflächen, unter anderem durch Beweidung mit Heidschnuckenherden. Wo das nicht ausreicht, kommen teilweise auch schon Maschinen beim Abplaggen der Heide zum Einsatz.

Im Naturpark
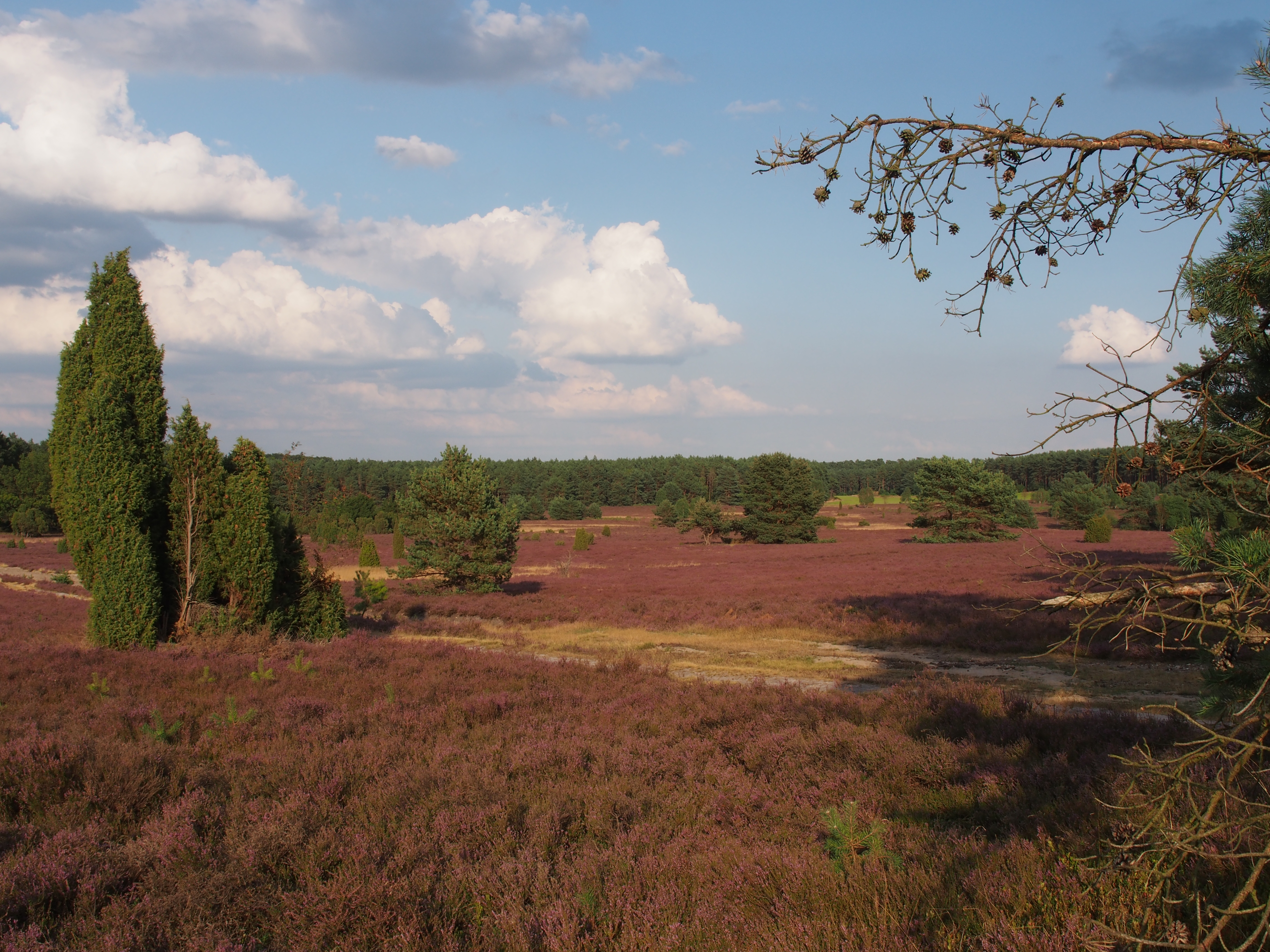
Heidefläche am Haußelberg
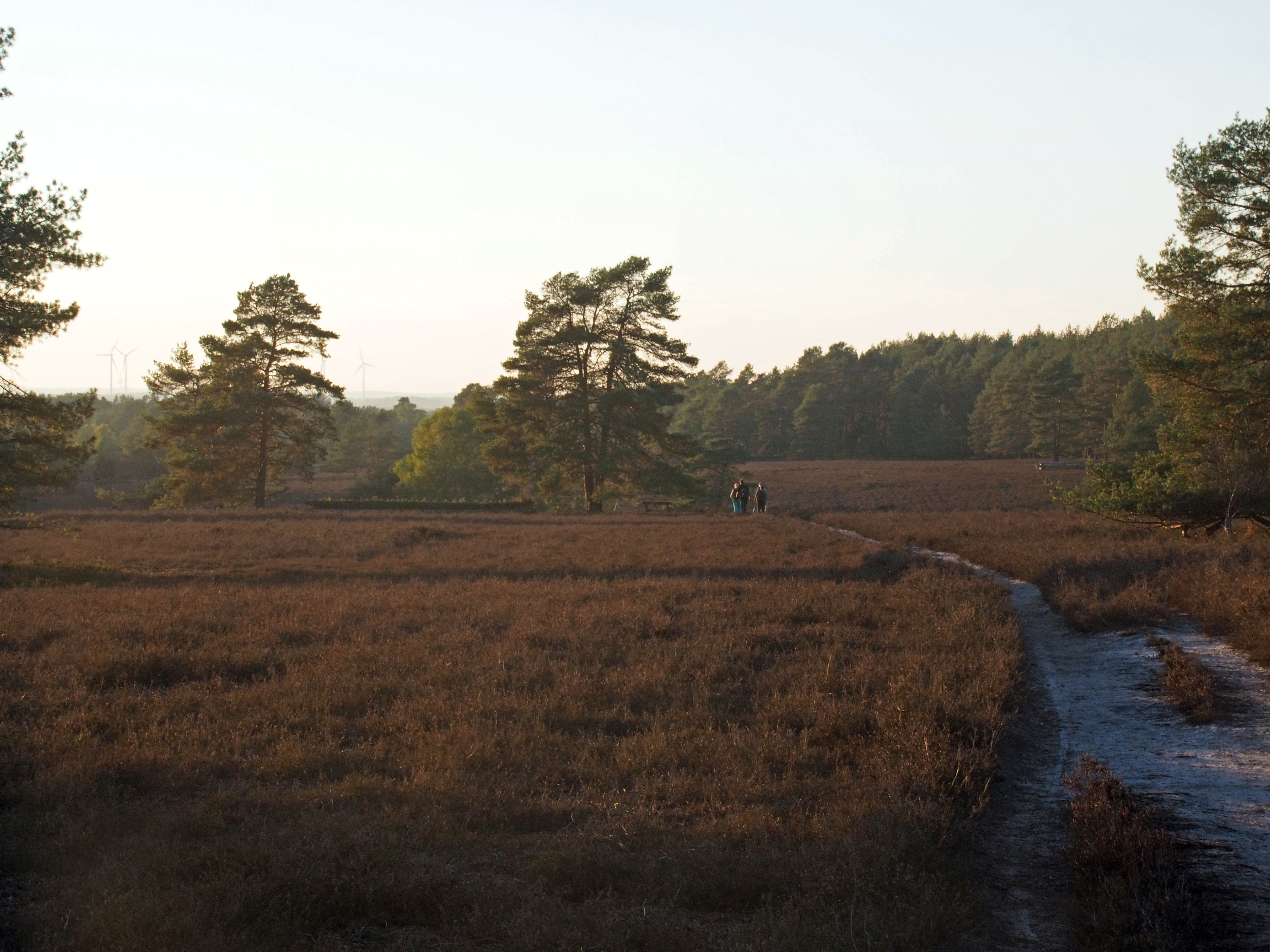
Wanderer im NSG Heiden und Magerrasen in der Südheide
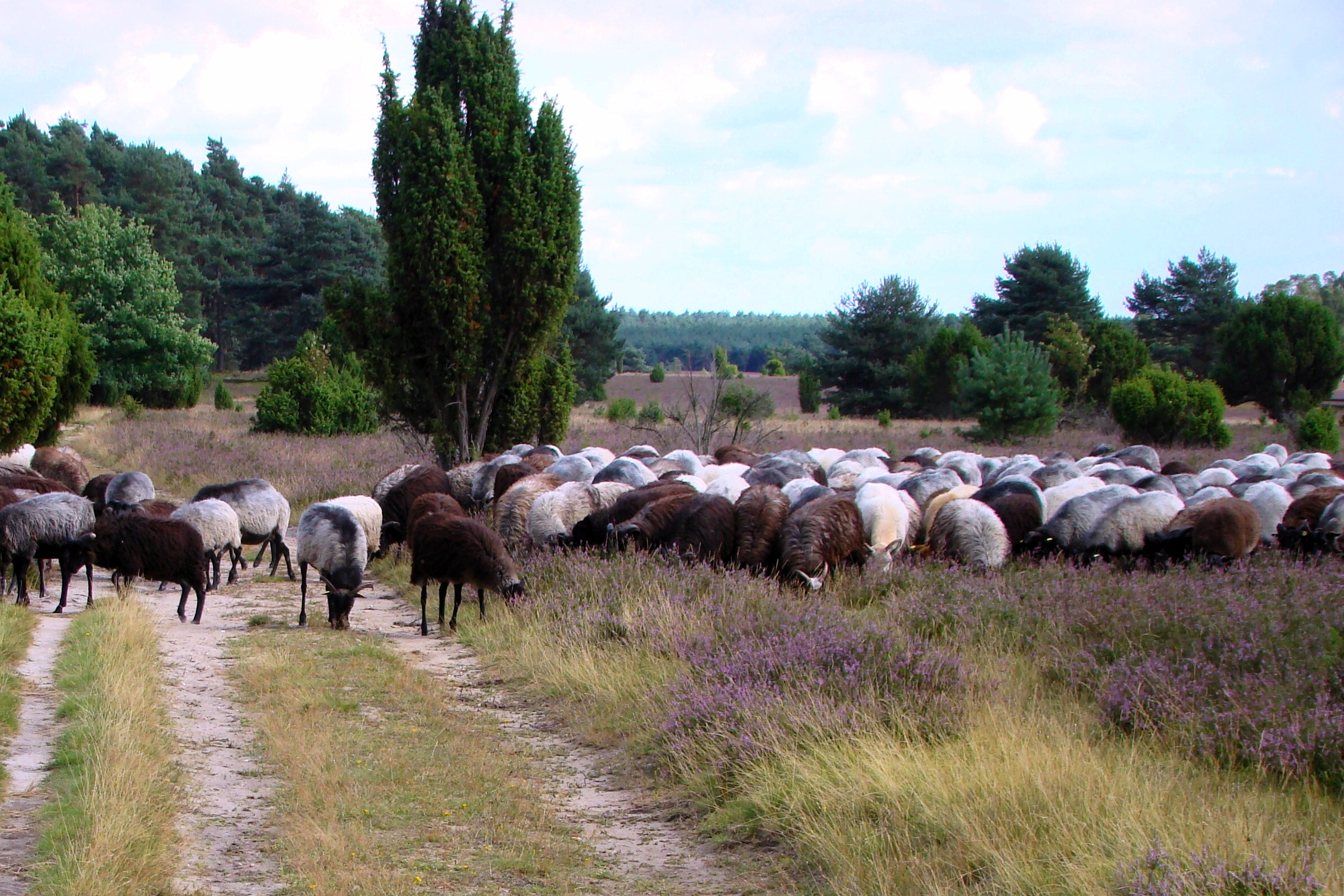
Heidschnucken in der Misselhorner Heide
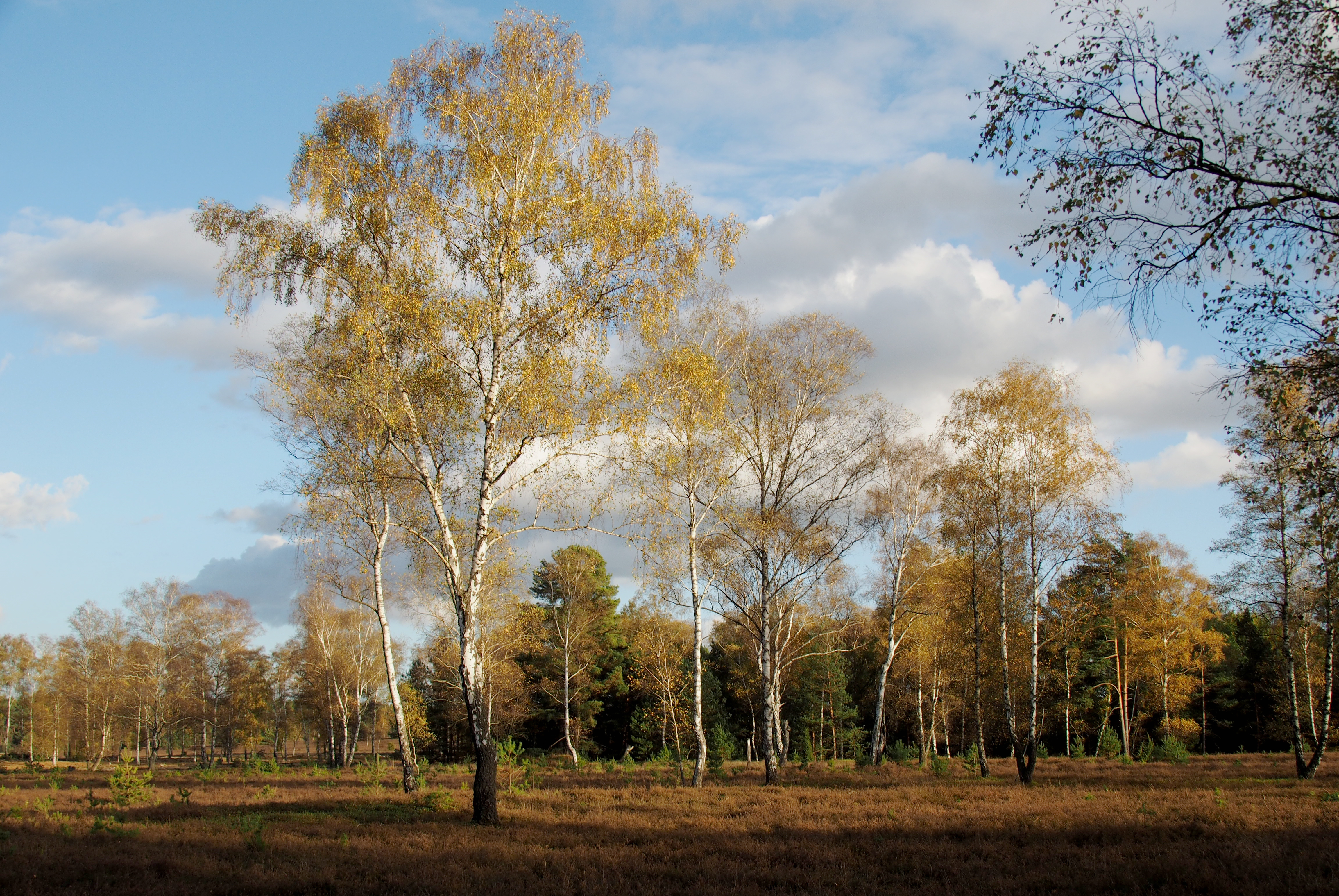
Birken in der Oberoher Heide

## Imkerei
Der Naturpark Südheide ist wie andere Teile der Lüneburger Heide ein traditionelles Gebiet der Heideimkerei, in dem Heidehonig gewonnen wird. Während der Heideblüte wandern Imker aus weiter entfernten Gebieten die Heidegebiete der Südheide mit ihren Bienenvölkern an. Die Aufstellung erfolgte teilweise in festen Bienenständen. Ganz selten findet sich hier noch der Lüneburger Stülper, ein Bienenkorb in Form einer Glocke, oder der viereckige Kanitzkorb, beide aus Stroh, die mit einem Kuhdung/Torf-Gemisch abgedichtet wurden. Diese Behausung benutzen Imker auch heute noch, um Scheibenhonig zu ernten. Mitte der 1920er Jahre kamen die sogenannten Kanitzkörbe auf, die nach dem Imker und Lehrer Kanitz (1815–1899) benannt sind. Er fand heraus, dass der damals gebräuchliche Glockenkorb den Imkern nicht genug Möglichkeit zur Völkerführung gab.
Von der alten Korbform für die Bienenbehausungen ist man abgegangen, da die heutigen aus Holz oder Kunststoff hergestellten Kästen einfacher in der Handhabung sind. Die in Norddeutschland heute üblichen Magazin-Beuten aus Kunststoff werden während der Blütezeit einfach auf den Heide-Boden gestellt.

Imkerei
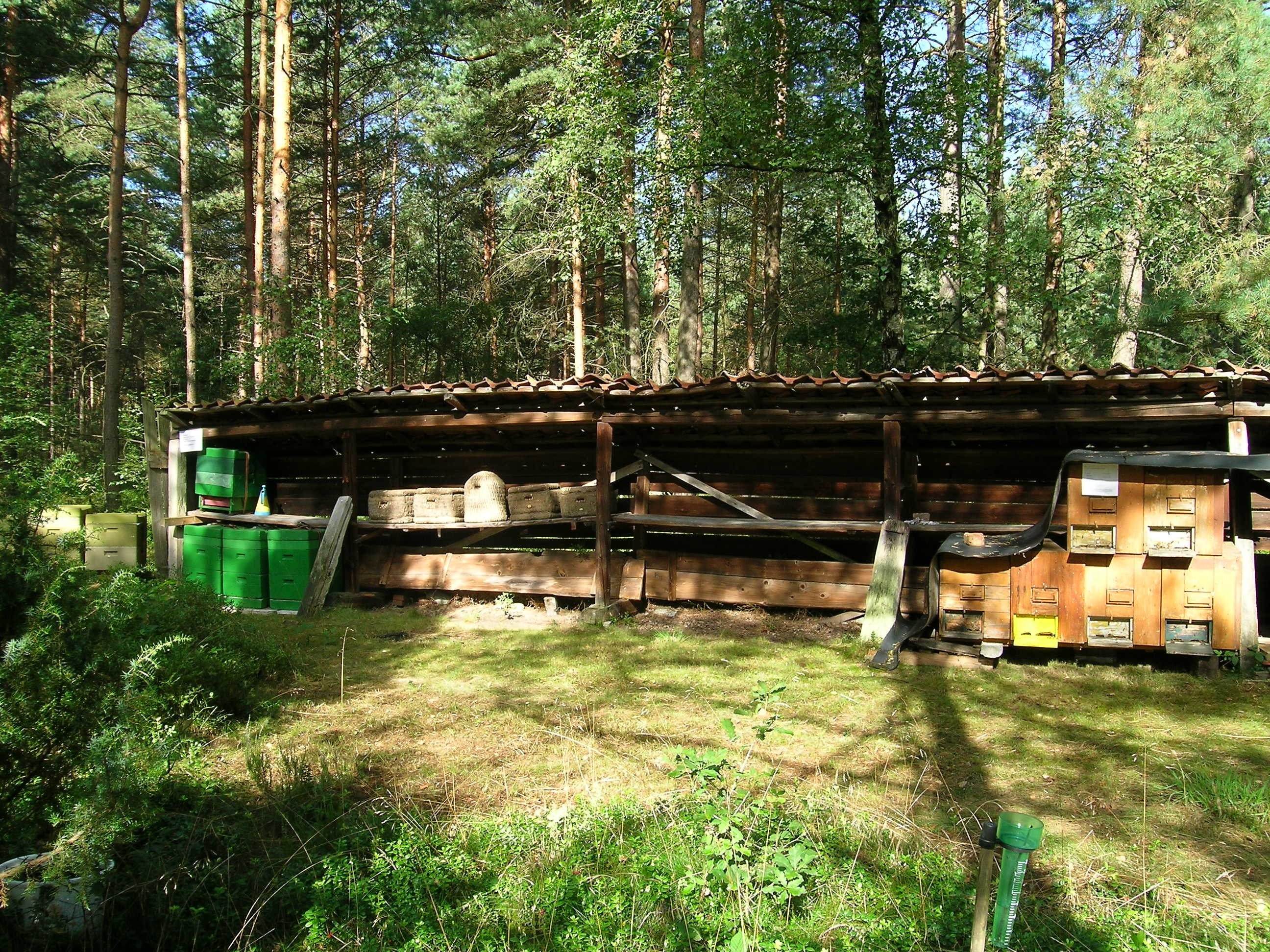
Bienenstand am Waldrand mit: modernen Kunststoff-Kästen, Kanitzkörben, einem Lüneburger Stülper und Holzkästen (von links)
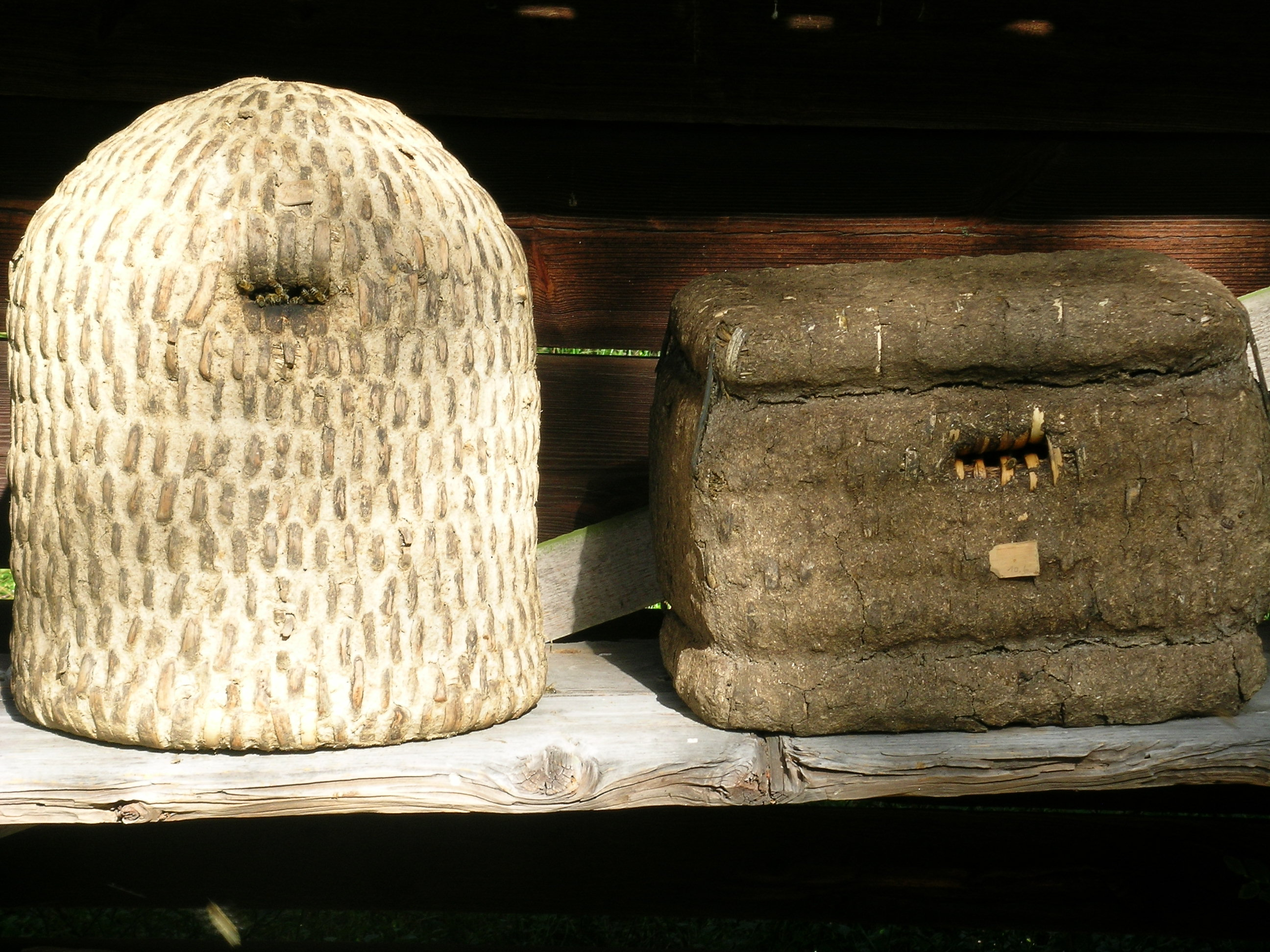
Lüneburger Stülper (links) und Kanitzkorb aus Stroh
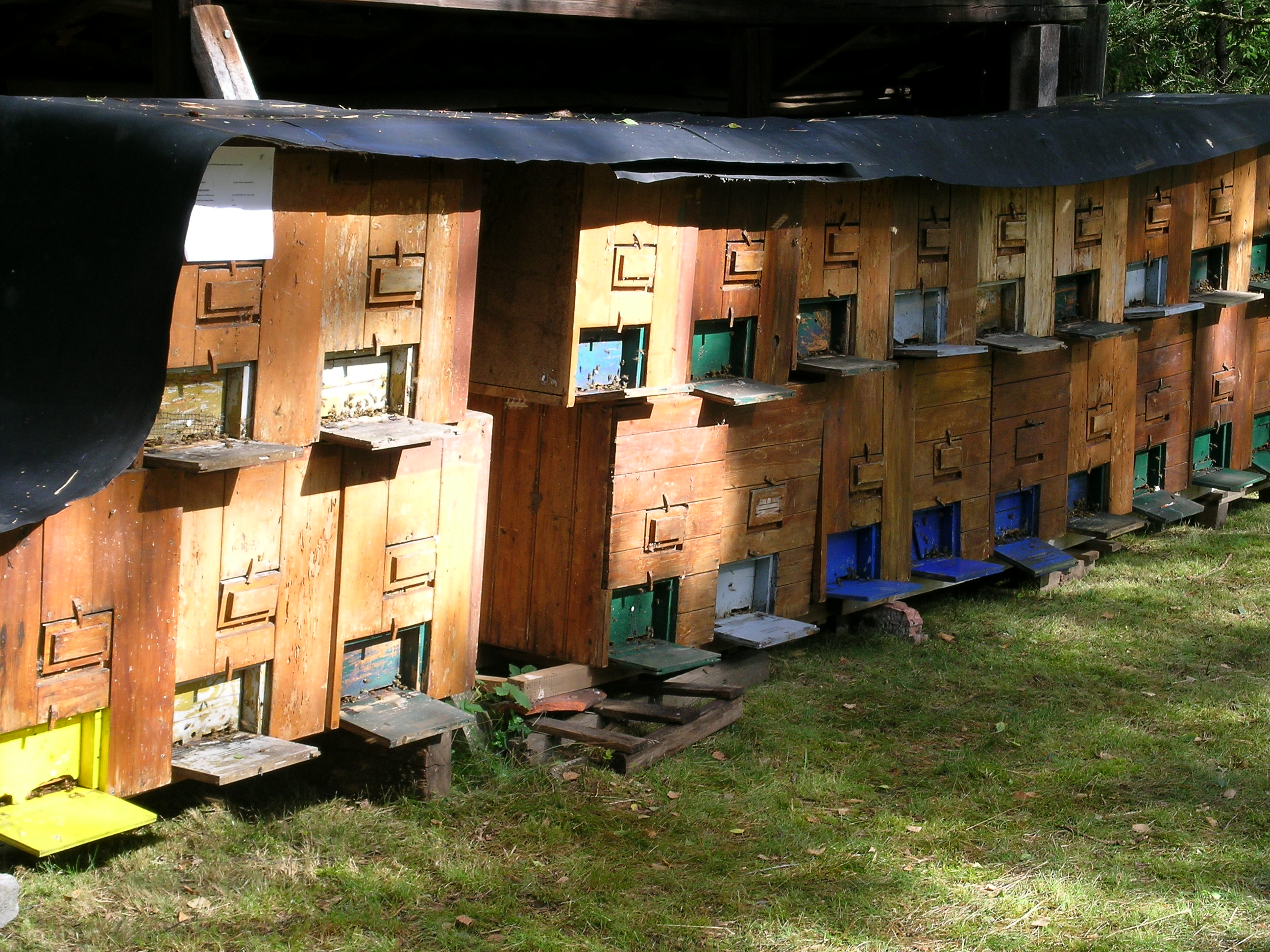
Bienenkästen aus Holz
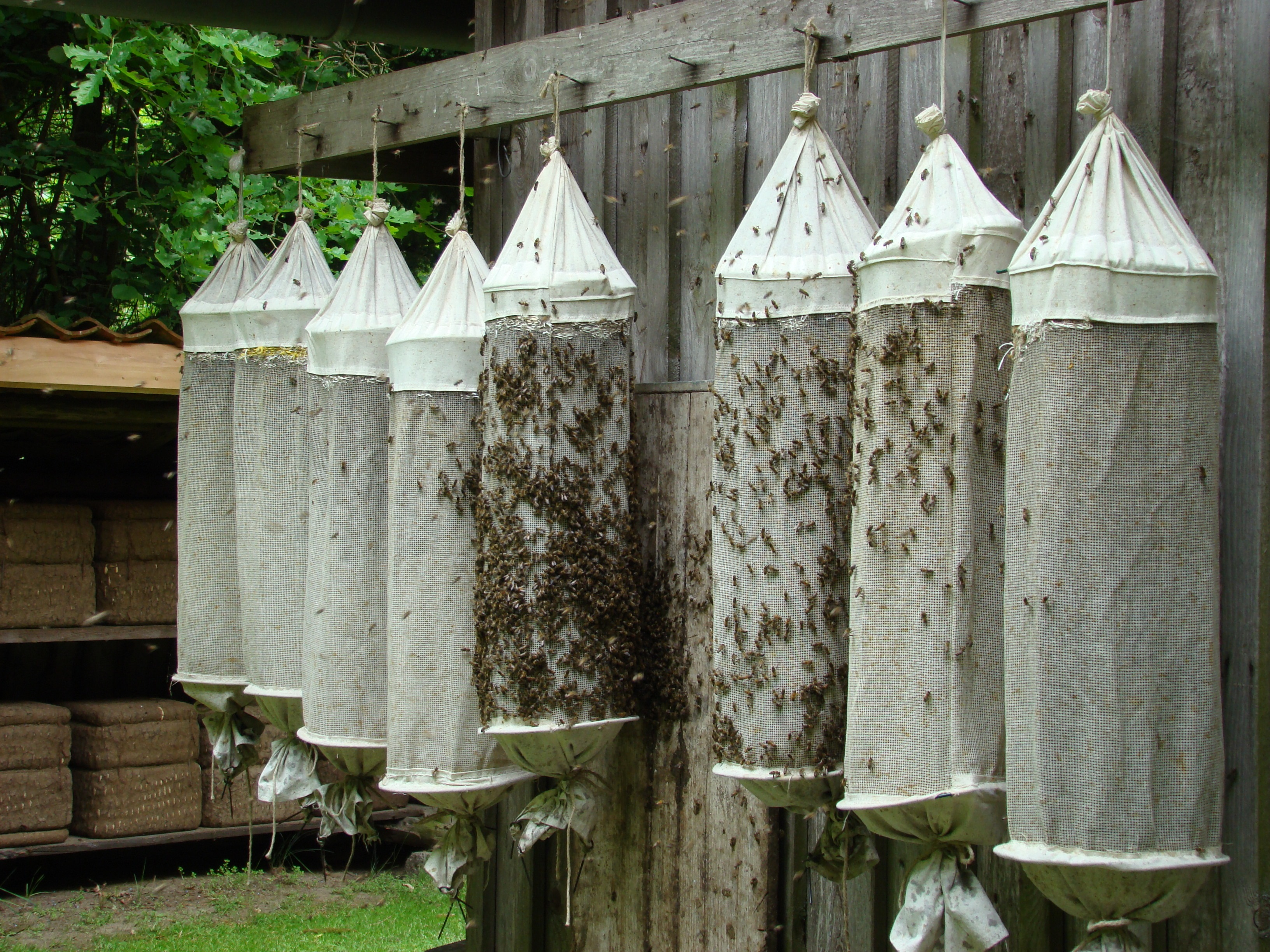
Schwarmsäcke mit einem eingefangenen Bienenschwarm hängen in einem Bienenzaun

## Geographie, Fauna und Flora

### Geographie und Flora
Der Naturpark wird durch die Örtze, mit ihren Nebenbächen Schmarbeck, Sothrieth, Wietze, Weesener Bach und Bruchbach, und durch die Lachte mit ihren Nebenbächen Aschau und Lutter, nach Süden zur Aller hin entwässert. In den zum Teil unter Naturschutz stehenden Bächen haben zahlreiche gefährdete Pflanzen- und Tierarten wie Fischotter, Bachforellen und Flussperlmuscheln ihren Lebensraum.
Der Ursprung der Heidebäche liegt oft in idyllischen Mooren. Die Örtze ist wegen seiner Mäander ein bei Kanuten beliebtes Fließgewässer. Aus Gründen des Naturschutzes ist das Befahren allerdings jahreszeitlich eingeschränkt. Oberhalb von Müden (Örtze) gilt ein ganzjähriges Befahrungsverbot.
Die Lutter mit ihren Nebenbächen Schmalwasser und Ahrbeck und die Lachte, die im östlichen Teil des Naturparks Südheide fließen, bilden mit insgesamt ca. 2.450 Hektar, ein weit verzweigtes Fließgewässersystem, das als Naturschutzgebiet ausgewiesen wurde. Das Gebiet ist als naturnaher Bereich der Südheide für den Naturschutz von ganz besonderer Bedeutung. Nicht nur die Bäche selbst als Lebensraum von Fischen und Fischotter, sondern auch angrenzende Auen- und Bruchwälder, Moore, Sümpfe und Quellbereiche, in denen Vogelarten wie Schwarzstorch, Seeadler, Kranich und seltene Fließgewässerlibellen, darunter die vom Aussterben bedrohte Scharlachlibelle und der stark gefährdete Kleine Blaupfeil heimisch sind. Über 160 gefährdete Tier – und Pflanzenarten leben an und in diesen Heidebächen. Besonders bedeutsam sind die letzten Vorkommen der nordwest-europäischen Flussperlmuschel in der Lutter, die besonders hohe Ansprüche an die Qualität ihres Lebensraumes stellt. Nach der FFH-Richtlinie der EU handelt es sich hierbei um eine Art von besonderem Interesse.
Das Bundesamt für Naturschutz, das Land Niedersachsen sowie die Landkreise Celle und Gifhorn fördern seit 1989 dieses Naturschutzgroßprojekt.
Eine der höchsten Erhebungen, und ein beliebter Aussichtspunkt des Naturparkes, ist der Haußelberg mit 117 m über NHN. Es existieren noch einige intakte Hochmoore. Zuallererst das unter Naturschutz stehende Bornriethmoor bei Oldendorf, aber auch bei Hetendorf und Müden/Örtze sind noch kleine Moore, die einen Bestand von geschützten Pflanzen, wie den Sonnentau, die Moorlilie, den Schlangenknöterich oder das Wollgras, und auch seltene Orchideen wie das Breitblättrige Knabenkraut, das gefleckte Knabenkraut, die weiße Waldhyazinthe und die Breitblättrige Stendelwurz aufweisen. Es gibt im Naturpark Südheide einen Bestand des Schmalblättrigen Fadenenzian. Er gehört zur Familie der Enziangewächse. In Deutschland kommt Cicendia filiformis nur selten vor. Er wurde in der Roten Liste Pflanzengesellschaften in Kategorie 2 = „stark gefährdet“ eingestuft. Es gibt wahrscheinlich nur noch eine andere nachgewiesene Stelle in Niedersachsen, in welcher der Fadenenzian wächst.

Geschützte Pflanzen im Naturpark Südheide
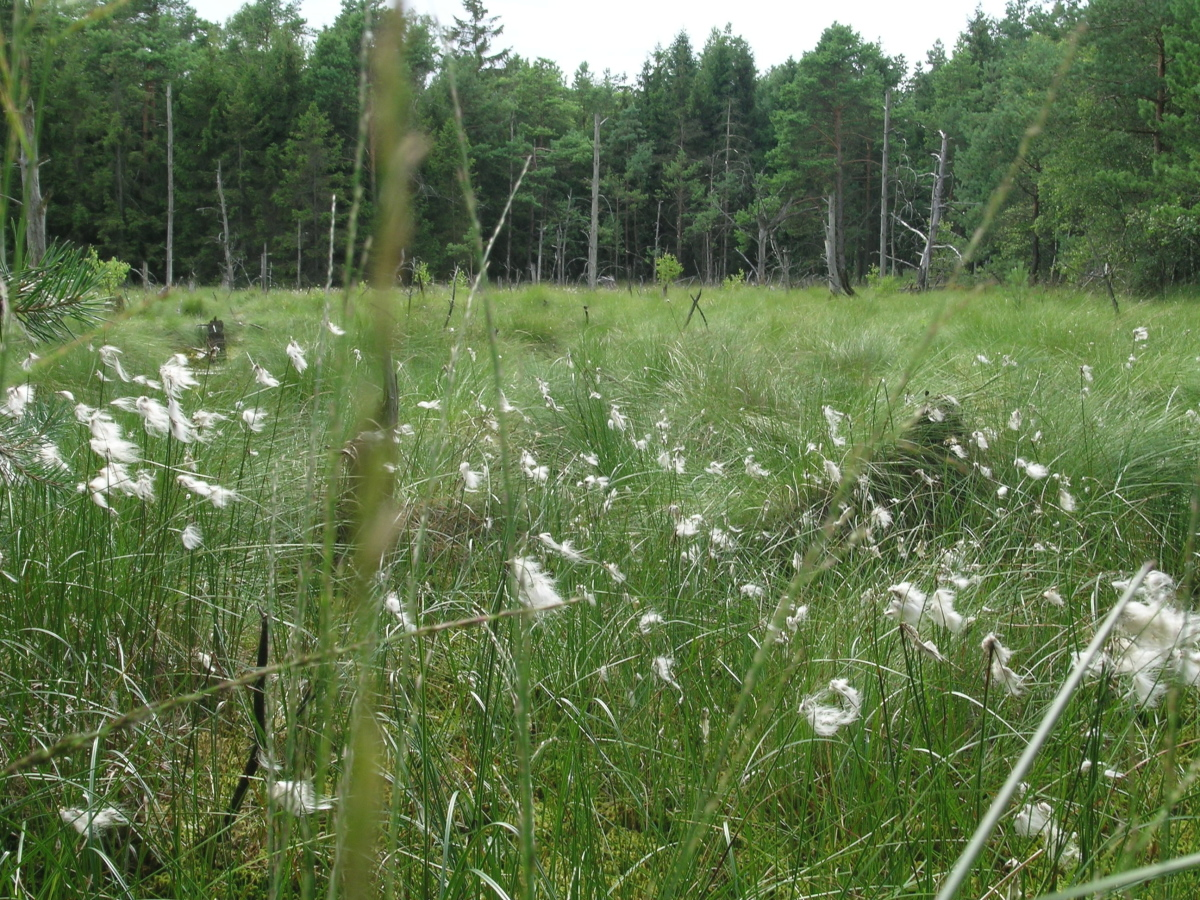
Wollgras im Hochmoor bei Hetendorf
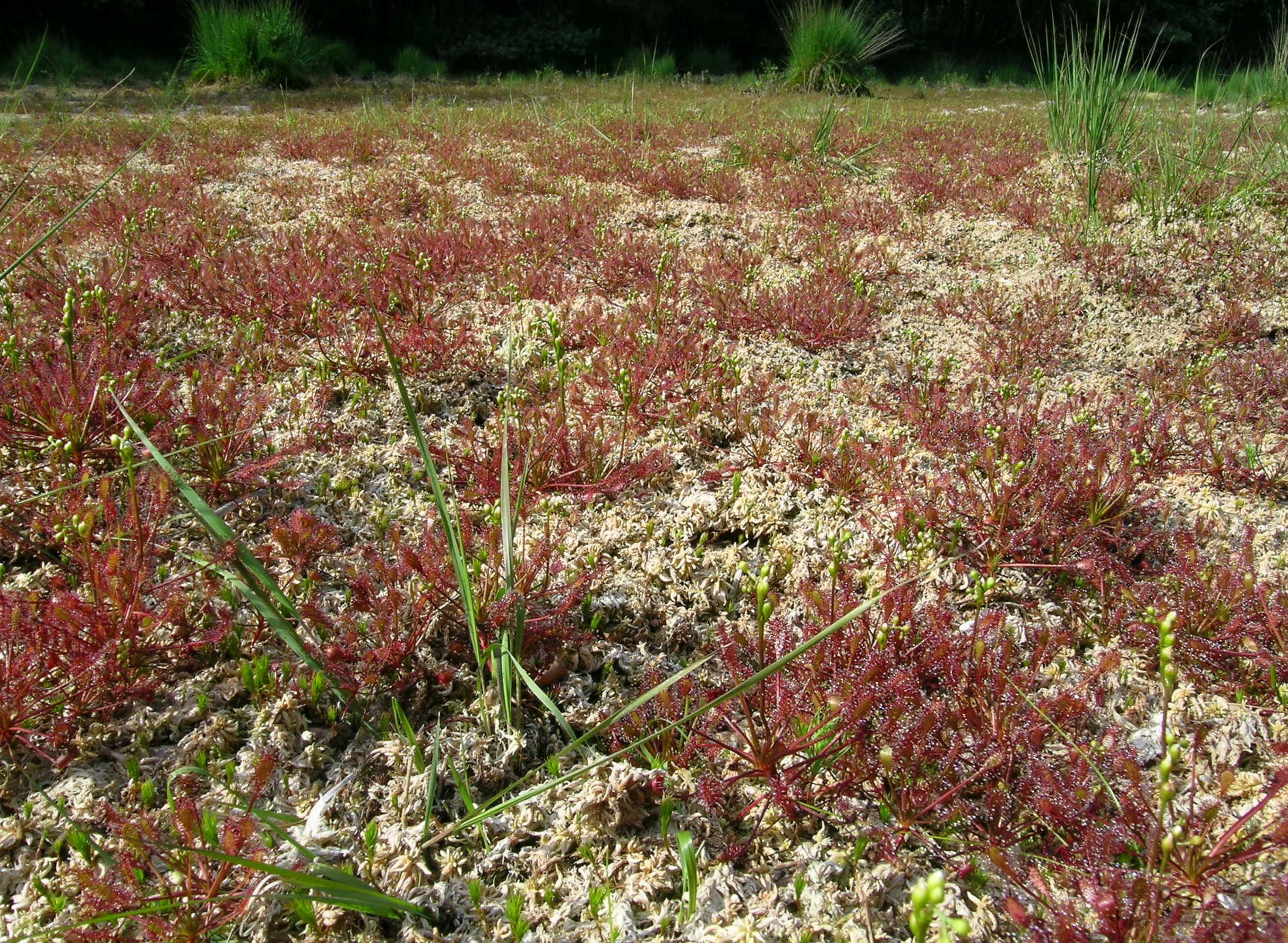
Mittlerer Sonnentau (Drosera intermedia) in einem Moor bei Hermannsburg
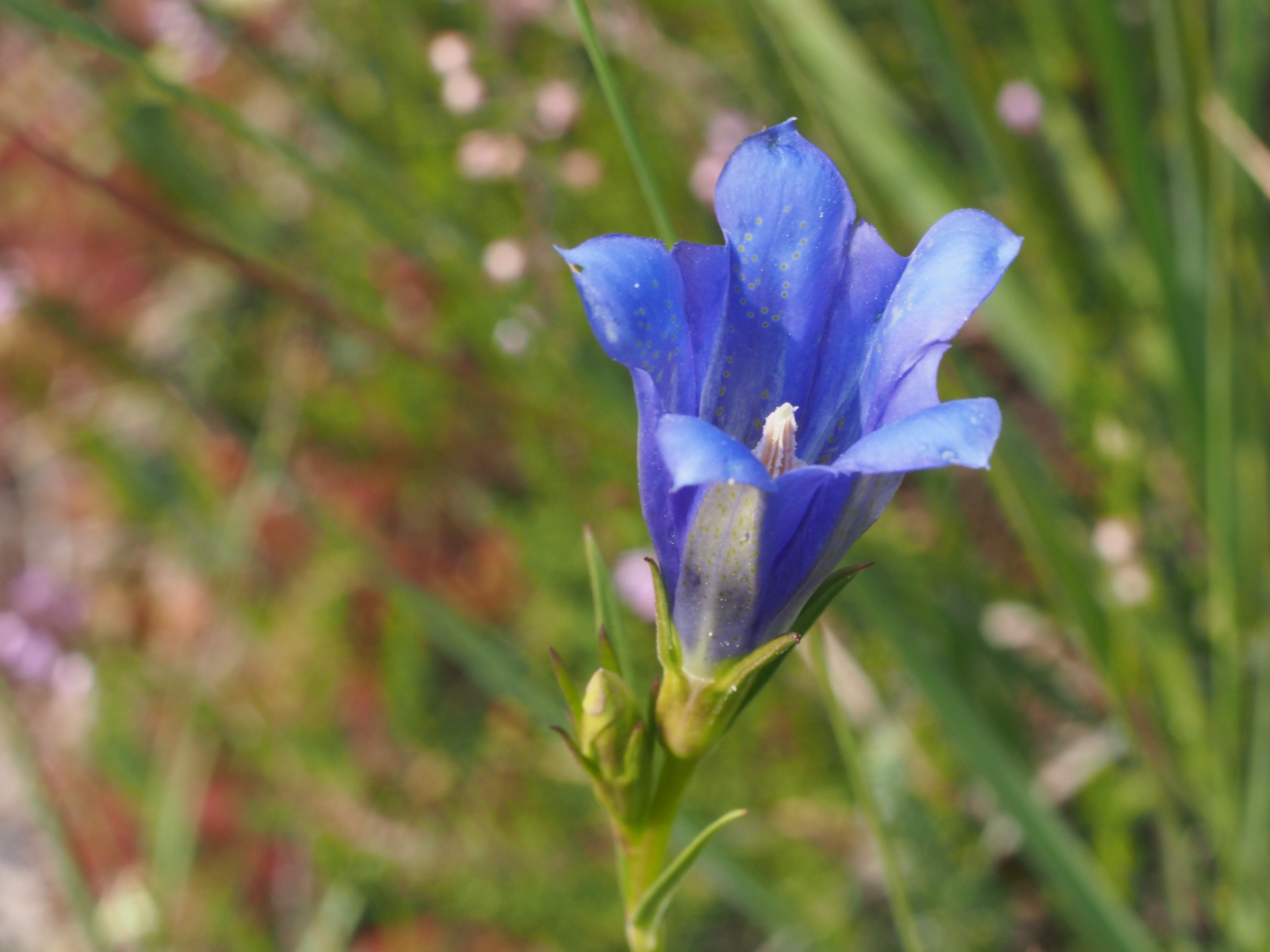
Lungen-Enzian (Gentiana pneumonanthe)
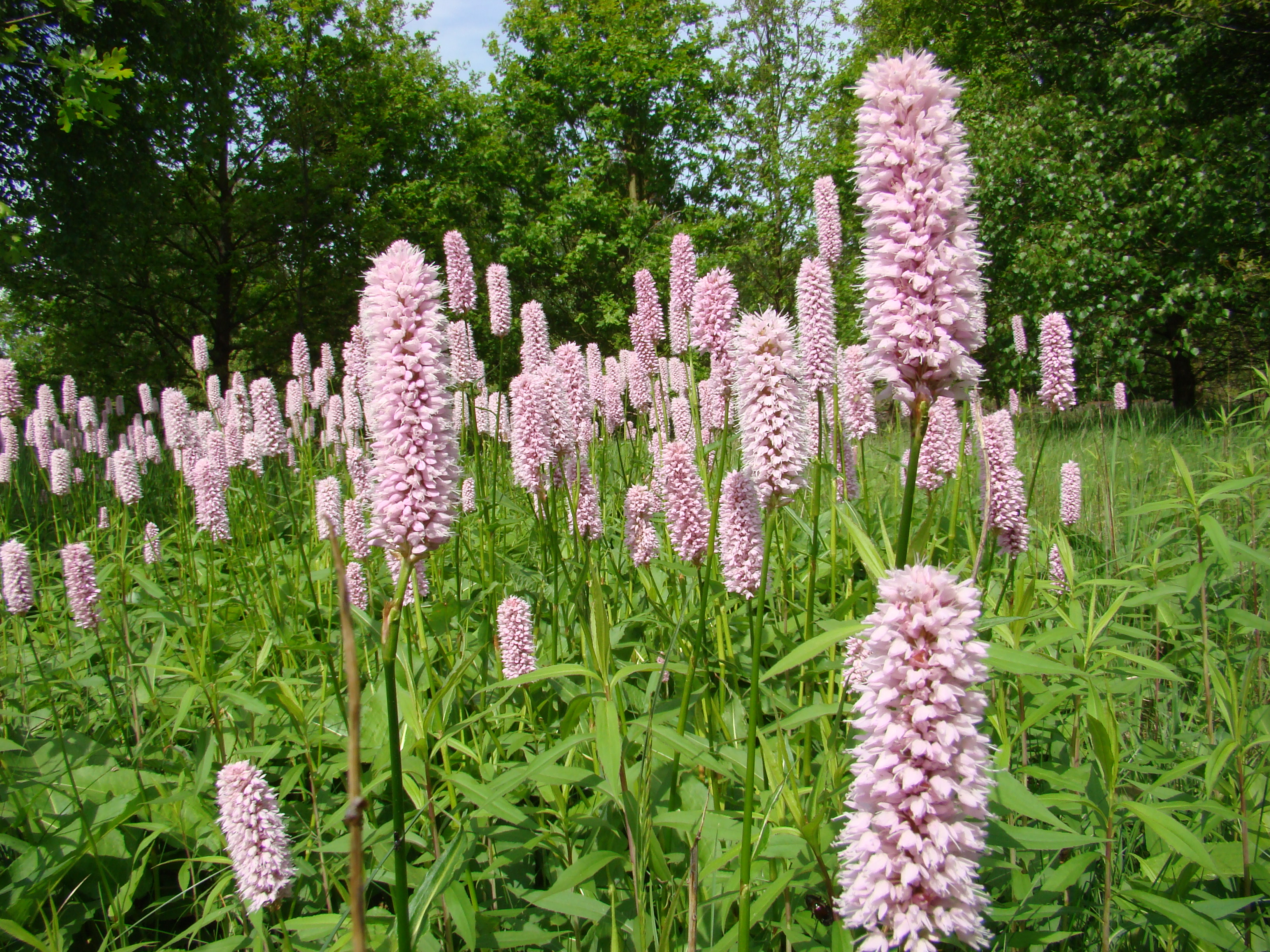
Schlangenknöterich (Bistorta officinalis)
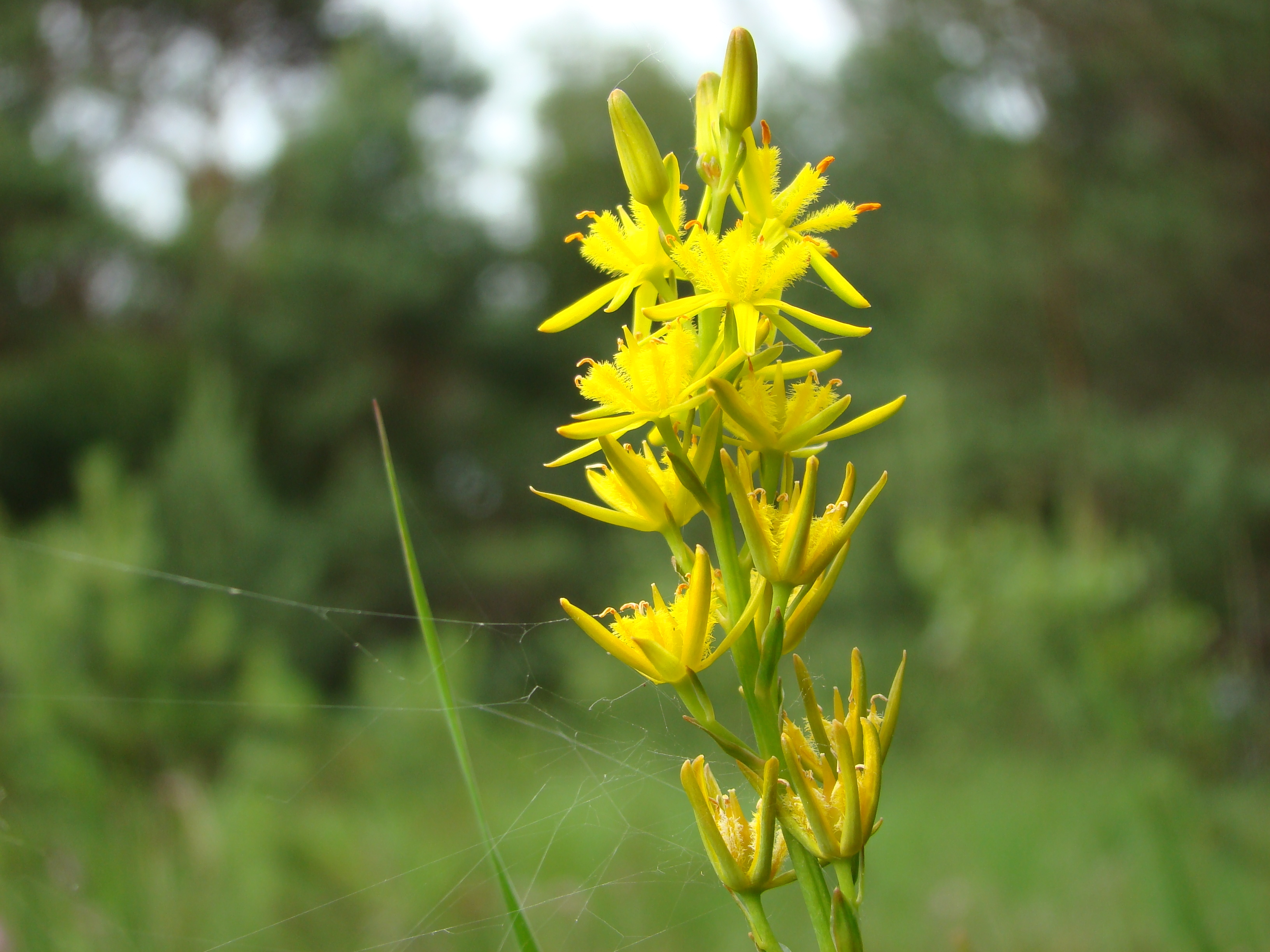
Gelbe Moorlilie (Narthecium ossifragum)
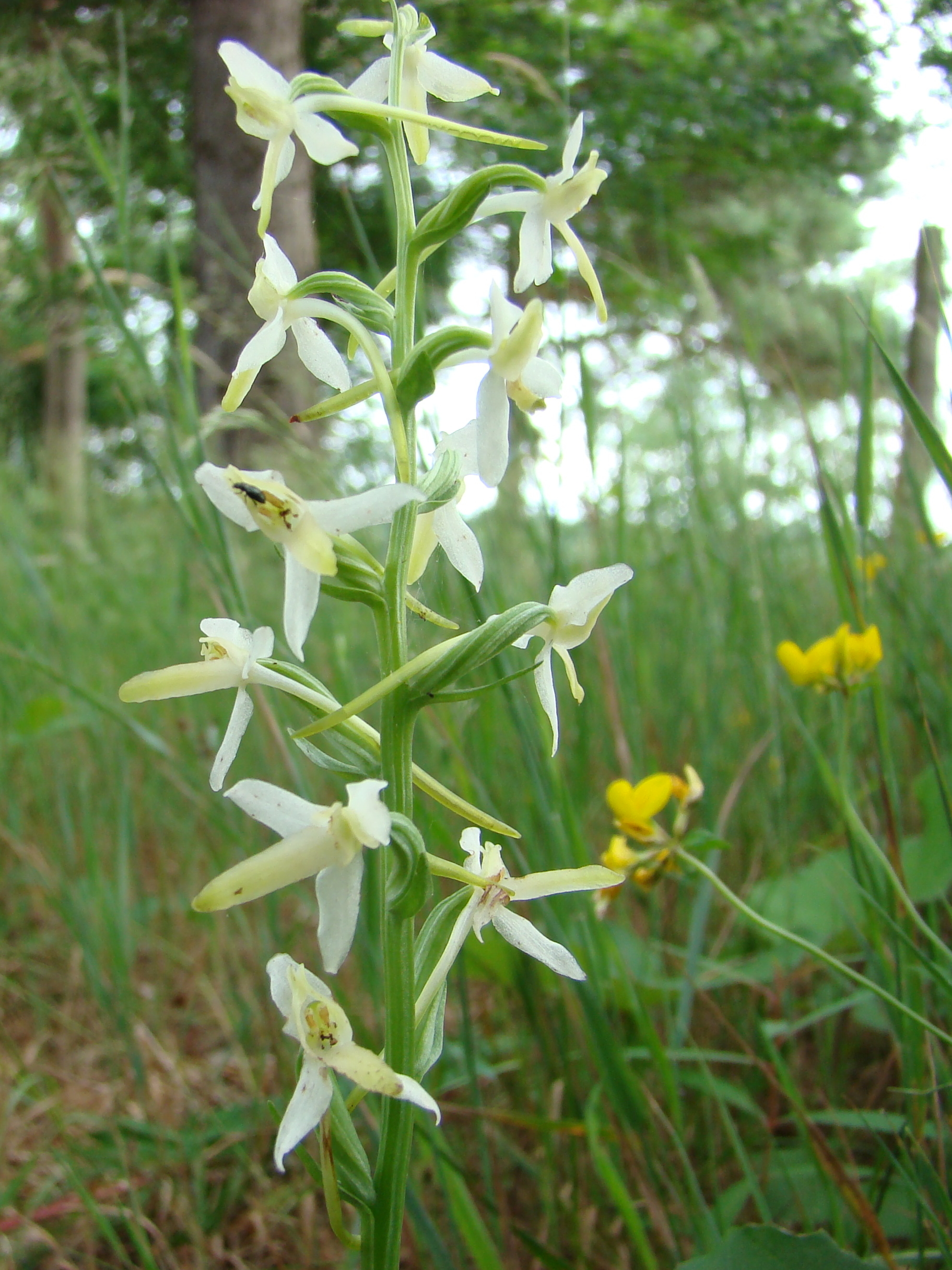
Weiße Waldhyazinthe im Wald bei Müden (Örtze)
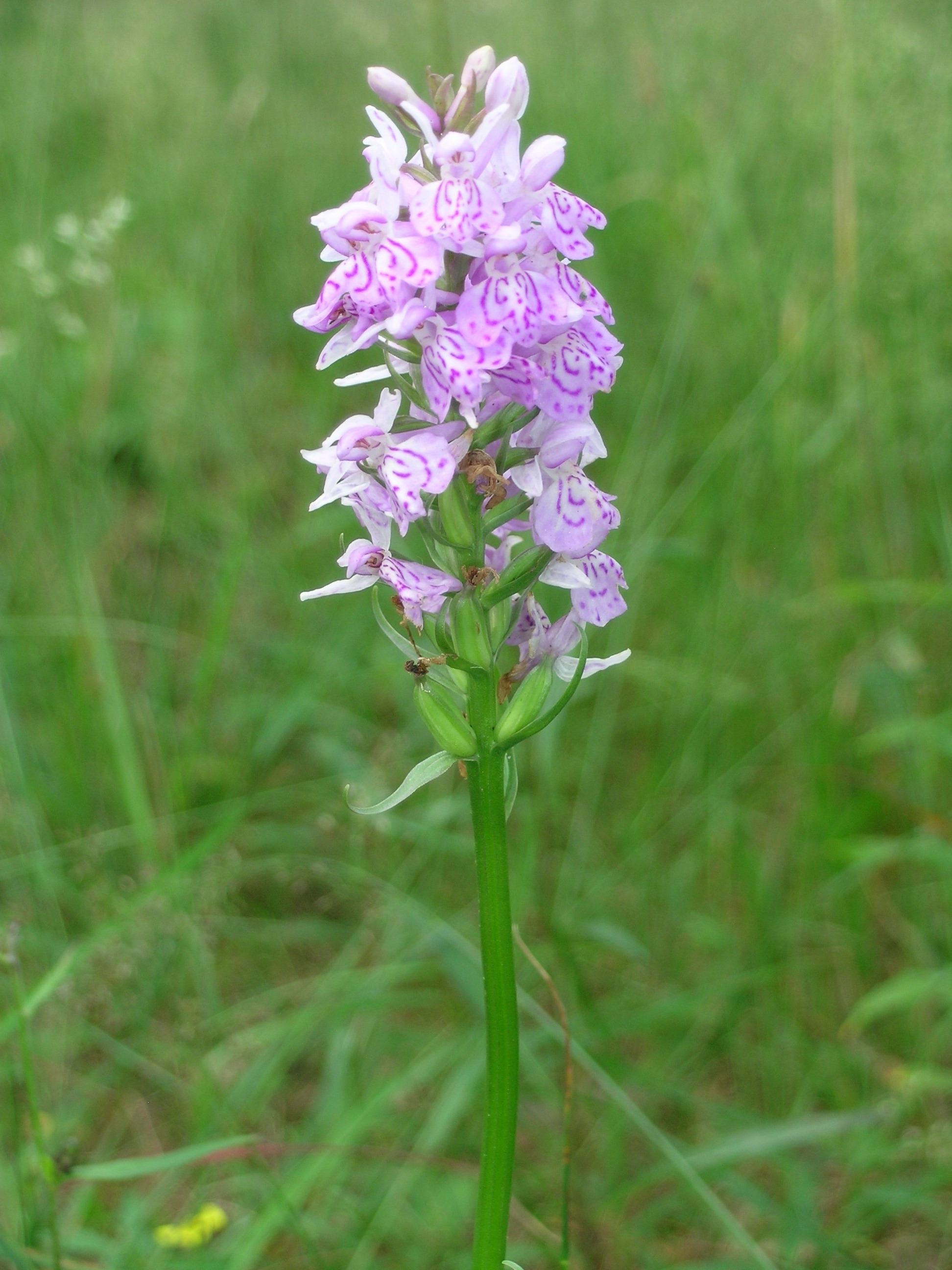
Geflecktes Knabenkraut im Wald bei Müden (Örtze)
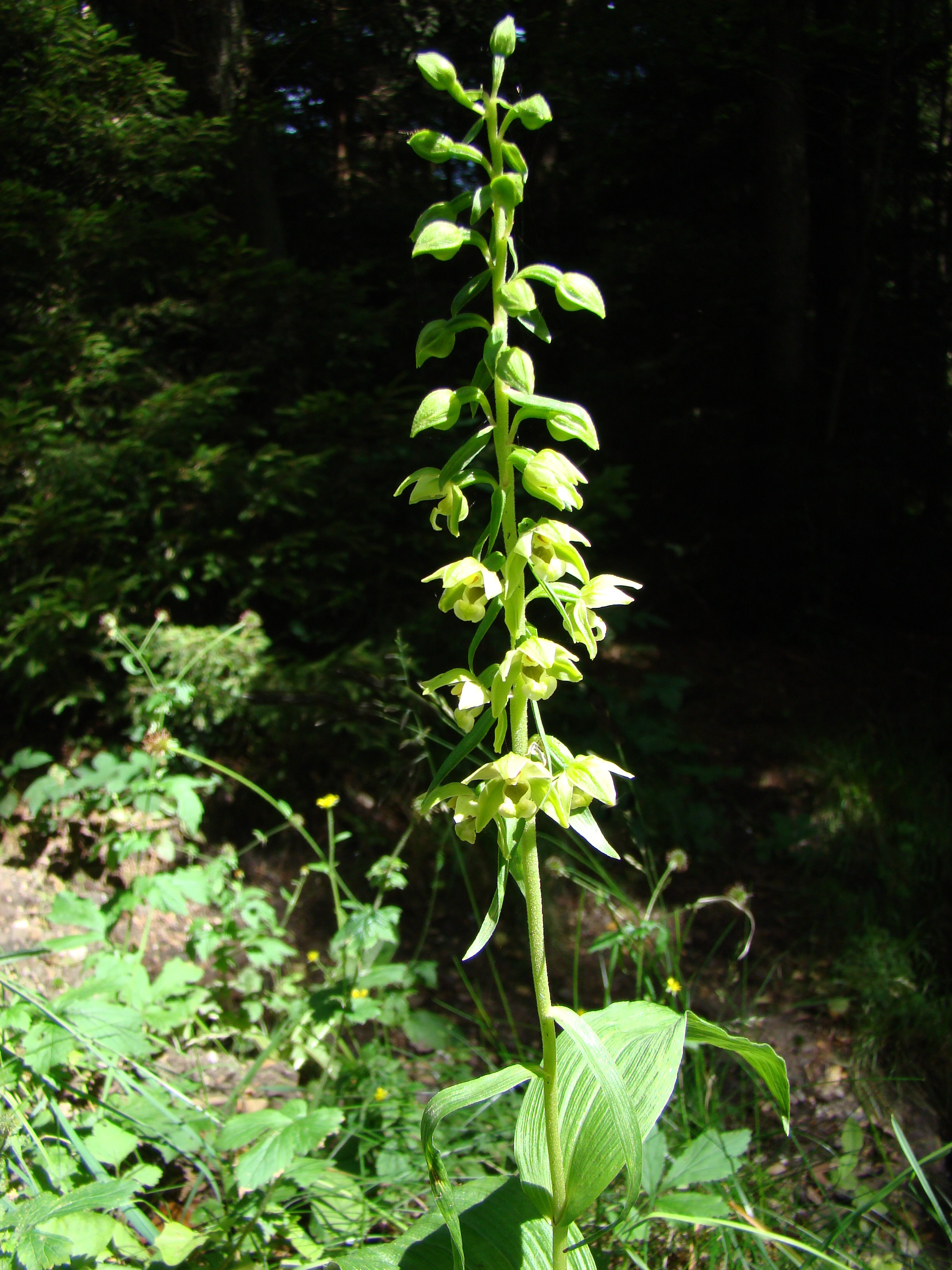
Breitblättrige Stendelwurz bei Müden (Örtze)
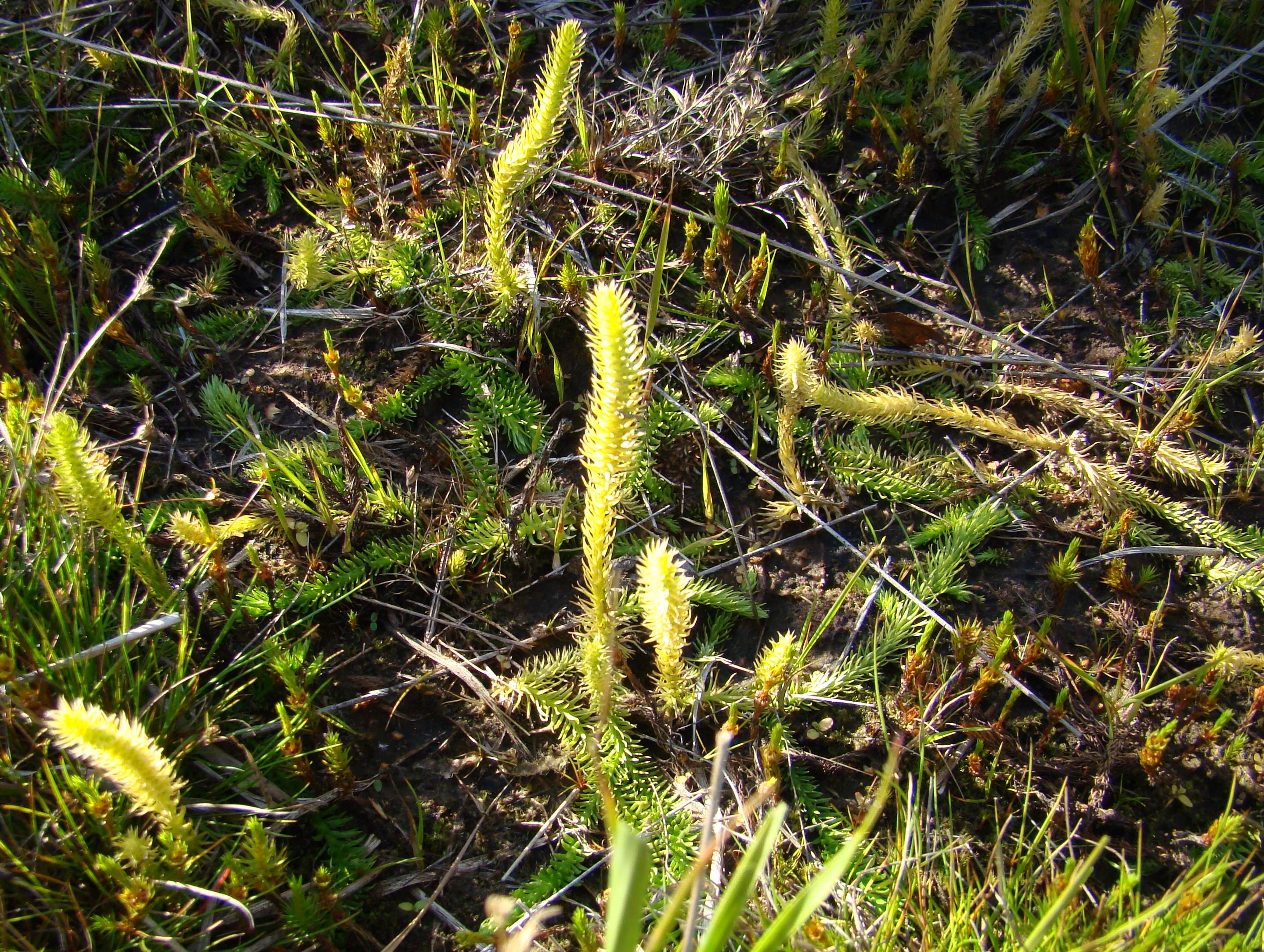
Sumpf-Bärlapp (Lycopodiella inundata)
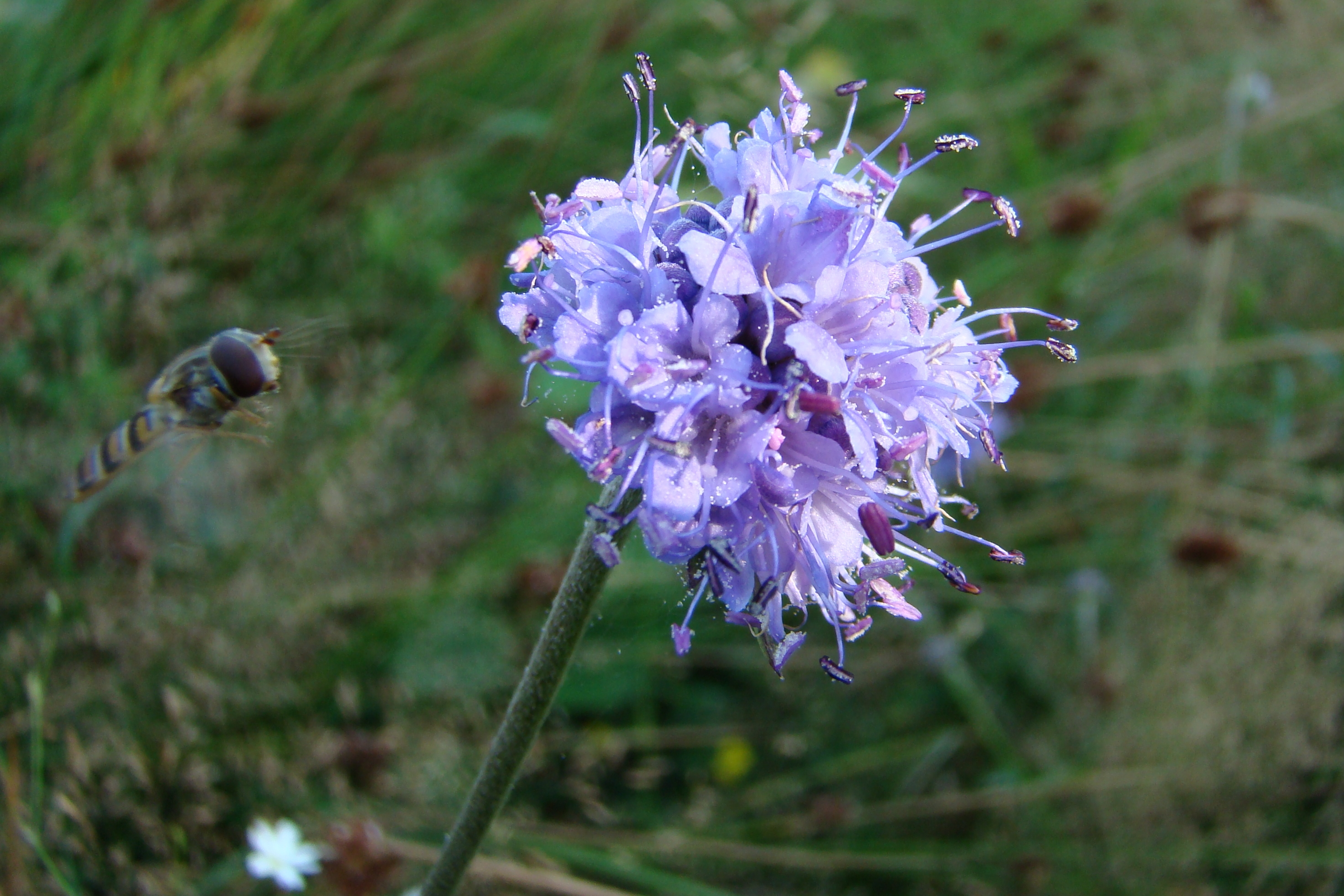
Gewöhnlicher Teufelsabbiss (Succisa pratensis)
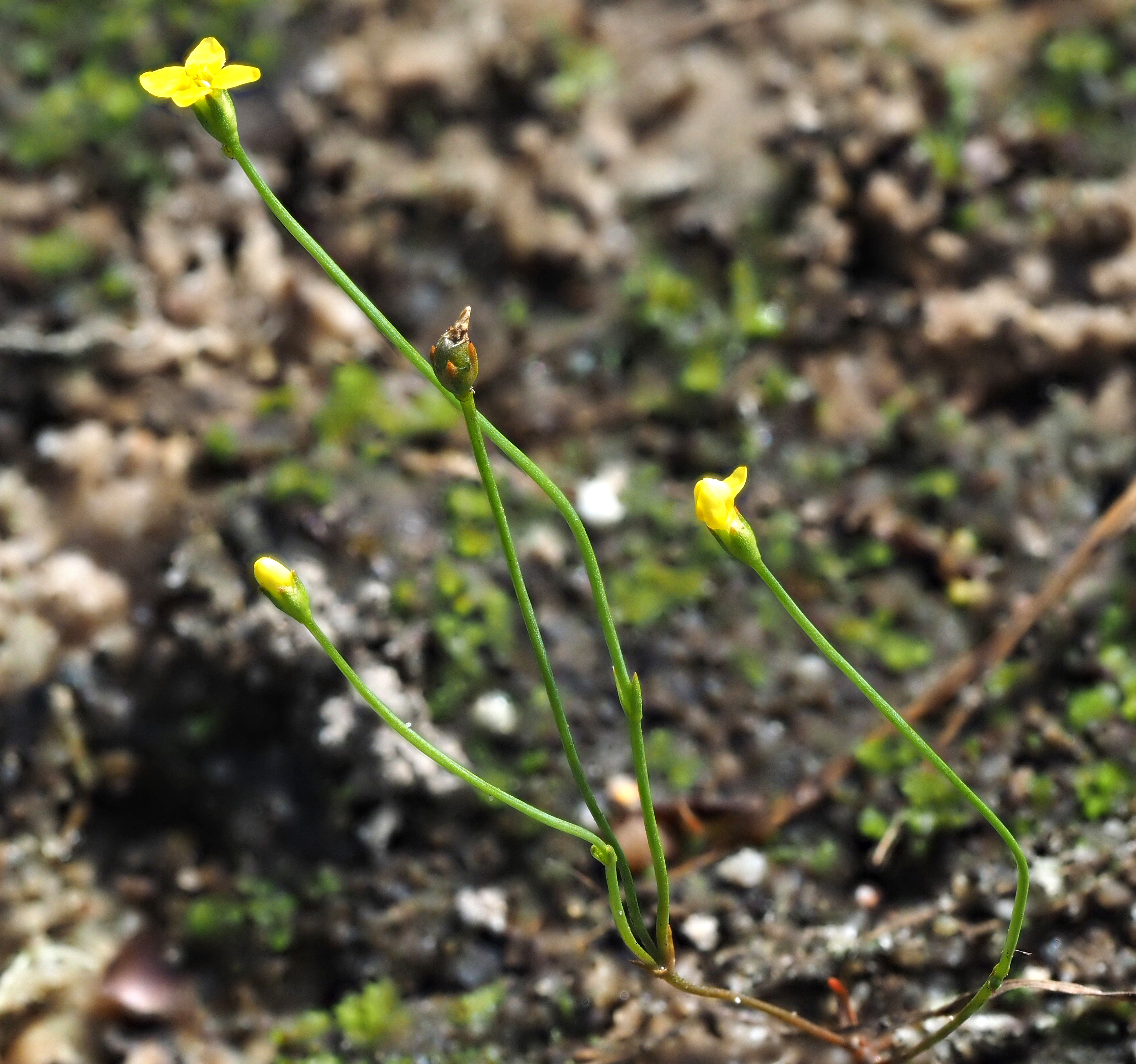
Fadenenzian (Cicendia filiformis)
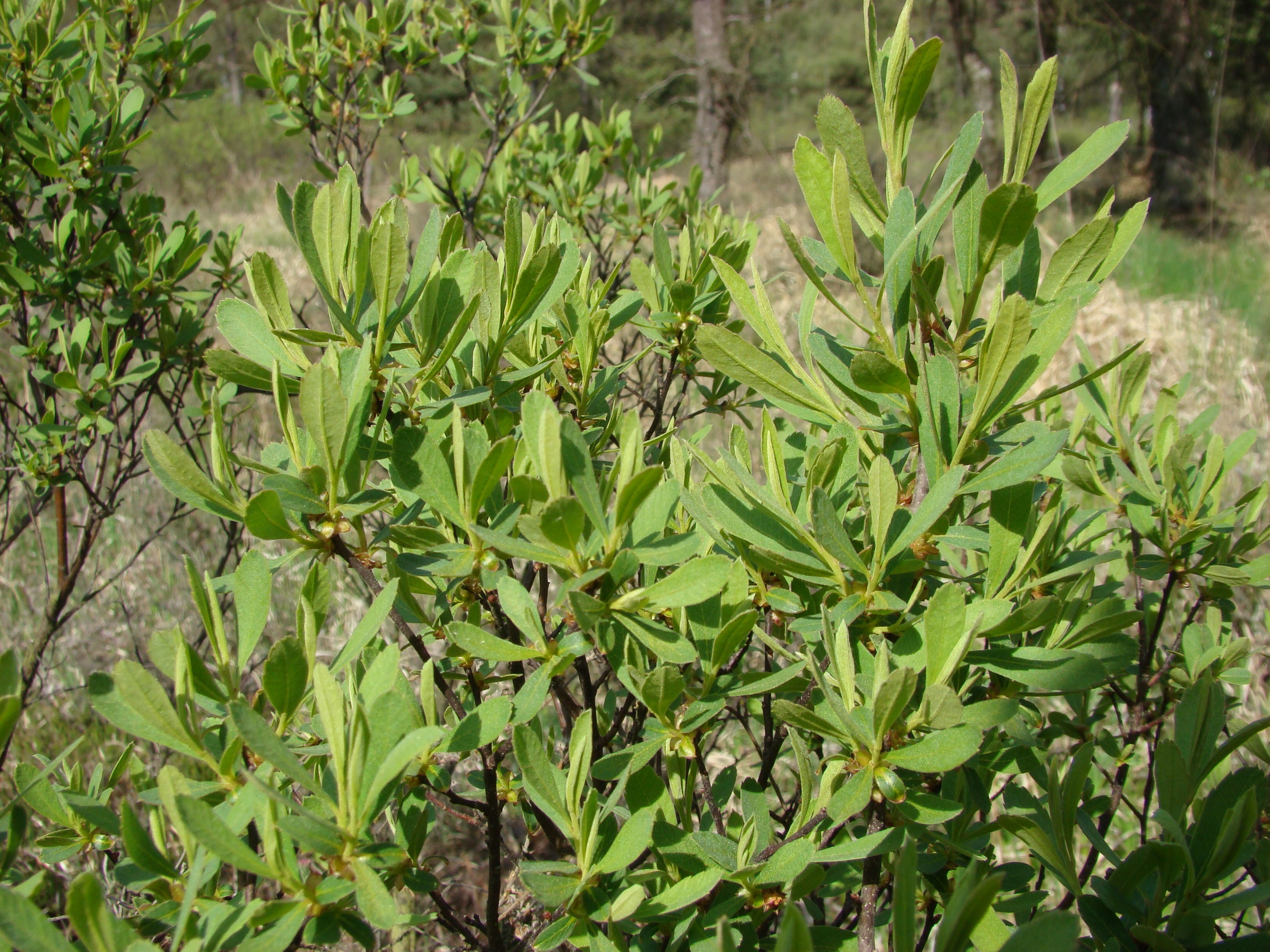
Gagelstrauch (Myrica gale)

### Fauna

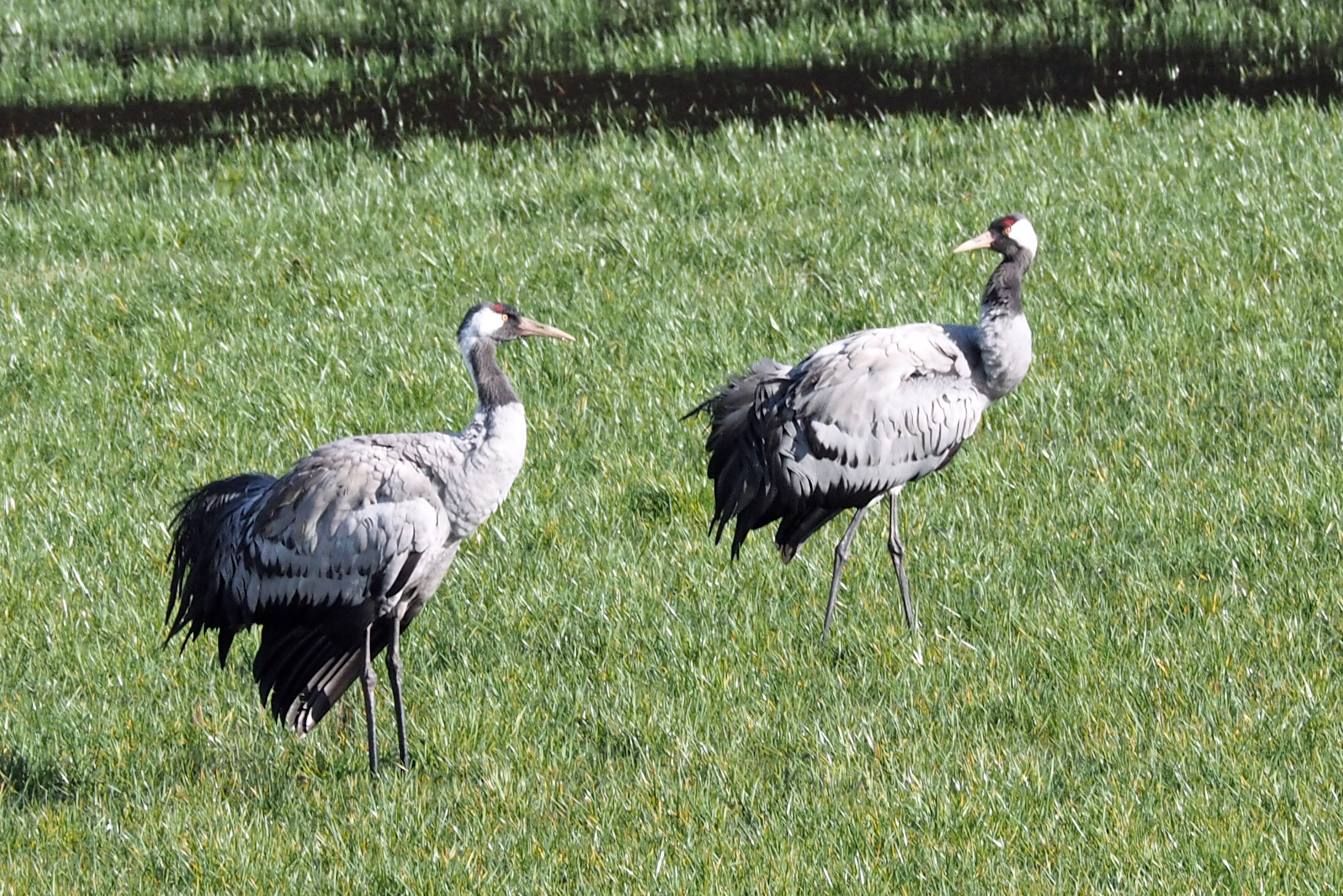
Graue Kraniche bei der Futtersuche in der Nähe von Oldendorf

Im Jahr 1872 wurde in der Lüneburger Heide, im „Becklinger Holz“, zum letzten Mal ein Wolf gesehen und geschossen. Nachdem auf dem bei Unterlüß gelegenen, ca. 50 km² großen, wild- und artenreichen Erprobungsgelände der Firma Rheinmetall Waffe Munition GmbH bereits 2006 erstmals ein Wolf gesichtet wurde und im Jahr 2007 ein erster Fotonachweis eines Einzeltieres erfolgte etablierte sich im Raum Unterlüß mittlerweile ein Rudel, wie man es bereits 2013 nach weiteren Sichtungen vermutet hatte. Besonders seltene Tierarten und auch zahlreichen weiteren Wolfs-Nachwuchs (in Munster zwischen 2012 und 2014 bereits 17 Jungtiere) fördern auch die Truppenübungsplätze Munster und Bergen, die durch Wald-, Wiesen- und Heideflächen auch mit dem Lüßwald in Verbindung stehen.
Durch die Wiedervernässung der Moore, in Verbindung mit dem niedersächsischen Kranichschutzprogramm, ist es gelungen, den erloschenen Bestand des Grauen Kranich wieder aufleben zu lassen. Nach über zwanzigjähriger Vakanz erschienen 1986 erstmals wieder zwei Kranichpaare im Landkreis Celle. Der Graue Kranich konnte daher im Jahr 1995 auf der Roten Liste der in Niedersachsen gefährdeten Brutvogelarten von der Stufe 1 (vom Aussterben bedroht) auf die Stufe 2 (stark gefährdet), und 2002 auf die Stufe 3 (gefährdet) herabgestuft werden. 2007 wurde er aus der Roten Liste gestrichen.

#### Bestandsentwicklung des Grauen Kranichs im LK Celle
| Jahr | Revierpaare | Brutpaare | Jungvögel |      | Jahr | Revierpaare | Brutpaare | Jungvögel |
| ---- | ----------- | --------- | --------- | ---- | ---- | ----------- | --------- | --------- |
| 1986 | 2           | 1         | 0         |      | 2000 | 34          | 23        | 23        |
| 1987 | 2           | 2         | 2         | 2001 | 38   | 24          | 28        |           |
| 1988 | 3           | 2         | 2         | 2002 | 41   | 26          | 22        |           |
| 1989 | 3           | 3         | 1         | 2003 | 42   | 29          | 31        |           |
| 1990 | 3           | 3         | 5         | 2004 | 51   | 36          | 33        |           |
| 1991 | 5           | 4         | 5         | 2005 | 54   | 46          | 30        |           |
| 1992 | 6           | 5         | 7         | 2006 | 55   | 47          | 51        |           |
| 1993 | 6           | 6         | 8         | 2007 | 53   | 44          | 49        |           |
| 1994 | 9           | 9         | 7         | 2008 | 61   | 48          | 50        |           |
| 1995 | 12          | 11        | 11        | 2009 | 63   | 51          | 50        |           |
| 1996 | 16          | 12        | 15        | 2016 | 137  | [ 13 ]      |           |           |
| 1997 | 16          | 13        | 19        |      |      |             |           |           |
| 1998 | 22          | 19        | 18        |      |      |             |           |           |
| 1999 | 29          | 20        | 17        |      |      |             |           |           |

## Sehenswürdigkeiten
Die größten noch zusammenhängenden Heideflächen befinden sich bei Hermannsburg (Heideflächen mittleres Lüßplateau, Tiefental) sowie zwischen Müden (Örtze) und Unterlüß in der Nähe von Oberohe. Weitere Heideflächen findet man noch bei Müden/Örtze (Wietzer Berg, 102 m) bei Schmarbeck (Wacholderwald), beim Haußelberg (118 m), bei Lutterloh und bei Gerdehaus (Ritterheide). (Diese Heidefläche erhielt ihren Namen wegen des in unmittelbarer Nähe liegenden Fundplatzes eines Rittergrabes aus dem 2. Jahrhundert). Drei große Heidschnuckenherden leben noch in der Region. Je eine Herde in Niederohe, eine Herde in Schmarbeck und eine Herde bei Hermannsburg. Sie halten durch ihren Verbiss die Heide kurz und vertilgen die aufkommenden Kiefern und Birken. Der Wacholderpark bei Schmarbeck ist eine mit alten Wacholdern bestandene Heidefläche. Auf dem Wietzer Berg südlich von Müden/Örtze steht in einer Heidefläche das Denkmal Lönsstein, das an den Heidedichter Hermann Löns erinnert. Zwischen Hermannsburg und Müden/Örtze befindet sich eine Weggabelung, von der in sieben verschiedene Richtungen Wege abgehen. Im September kann man bei Starkshorn (Nähe Eschede) die Hirschbrunft beobachten. Es sammeln sich jedes Jahr zwei Rudel von fast 200 Hirschkühen auf den Wiesen.

Sehenswert im Naturpark
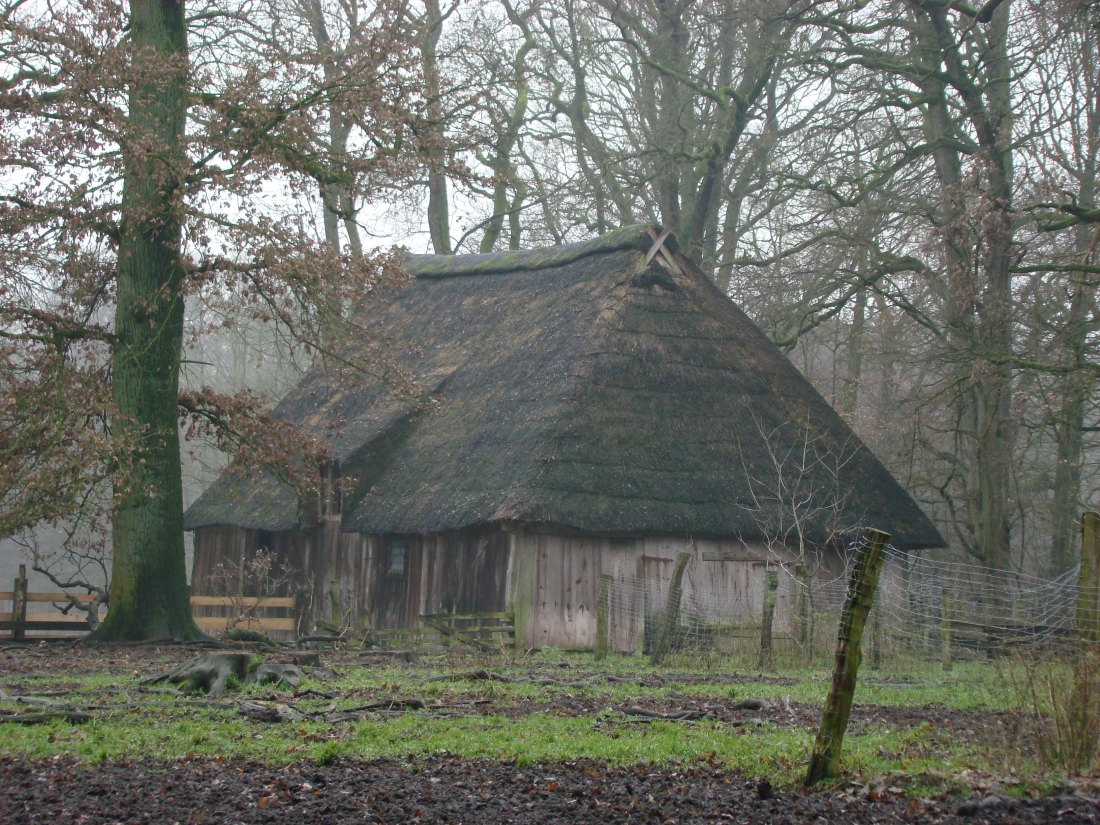
Heidschnuckenstall in Niederohe
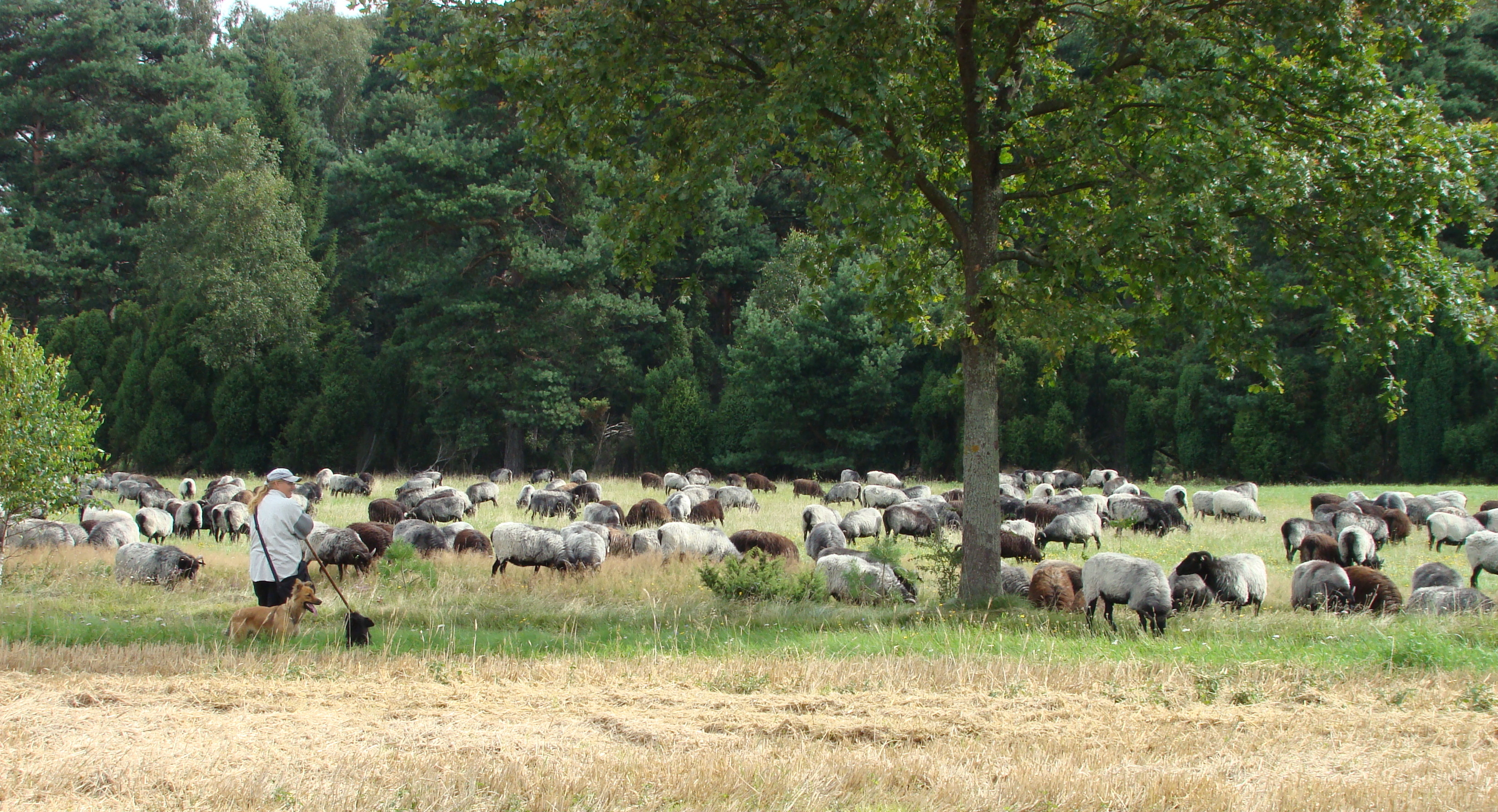
Heidschnuckenherde bei Schmarbeck
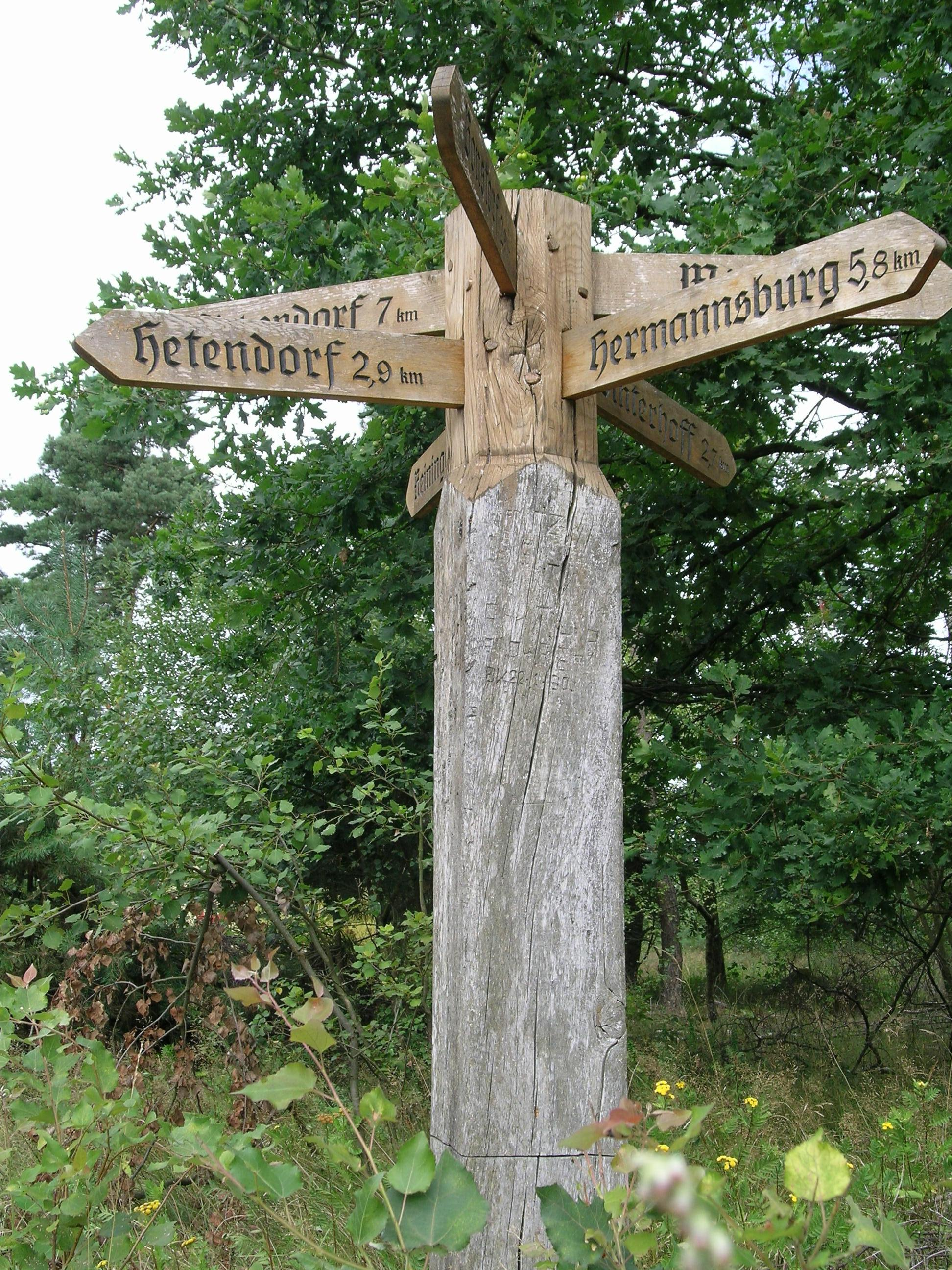
Siebenarmiger Wegweiser bei Hetendorf
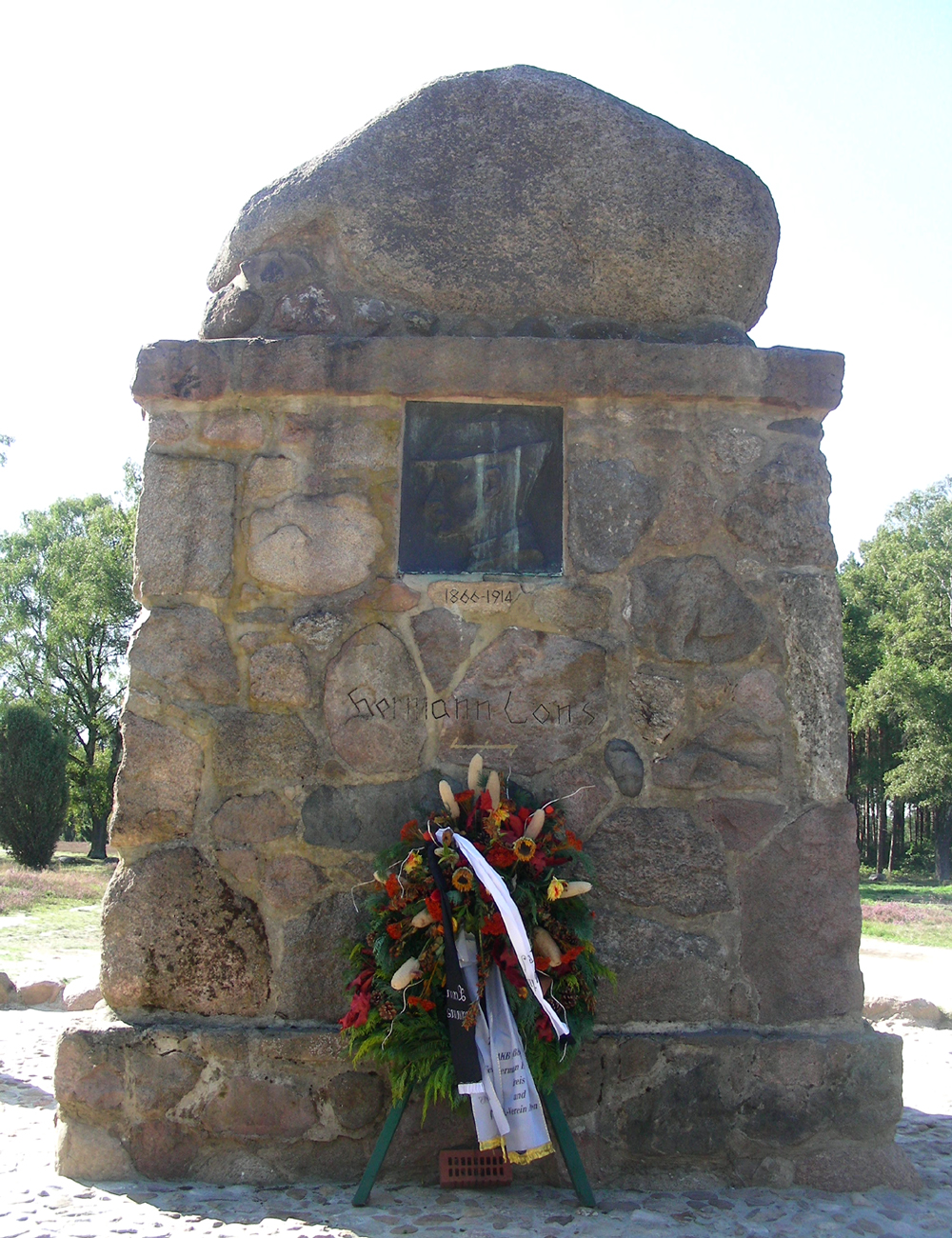
Lönsstein auf dem Wietzer Berg bei Müden (Örtze)
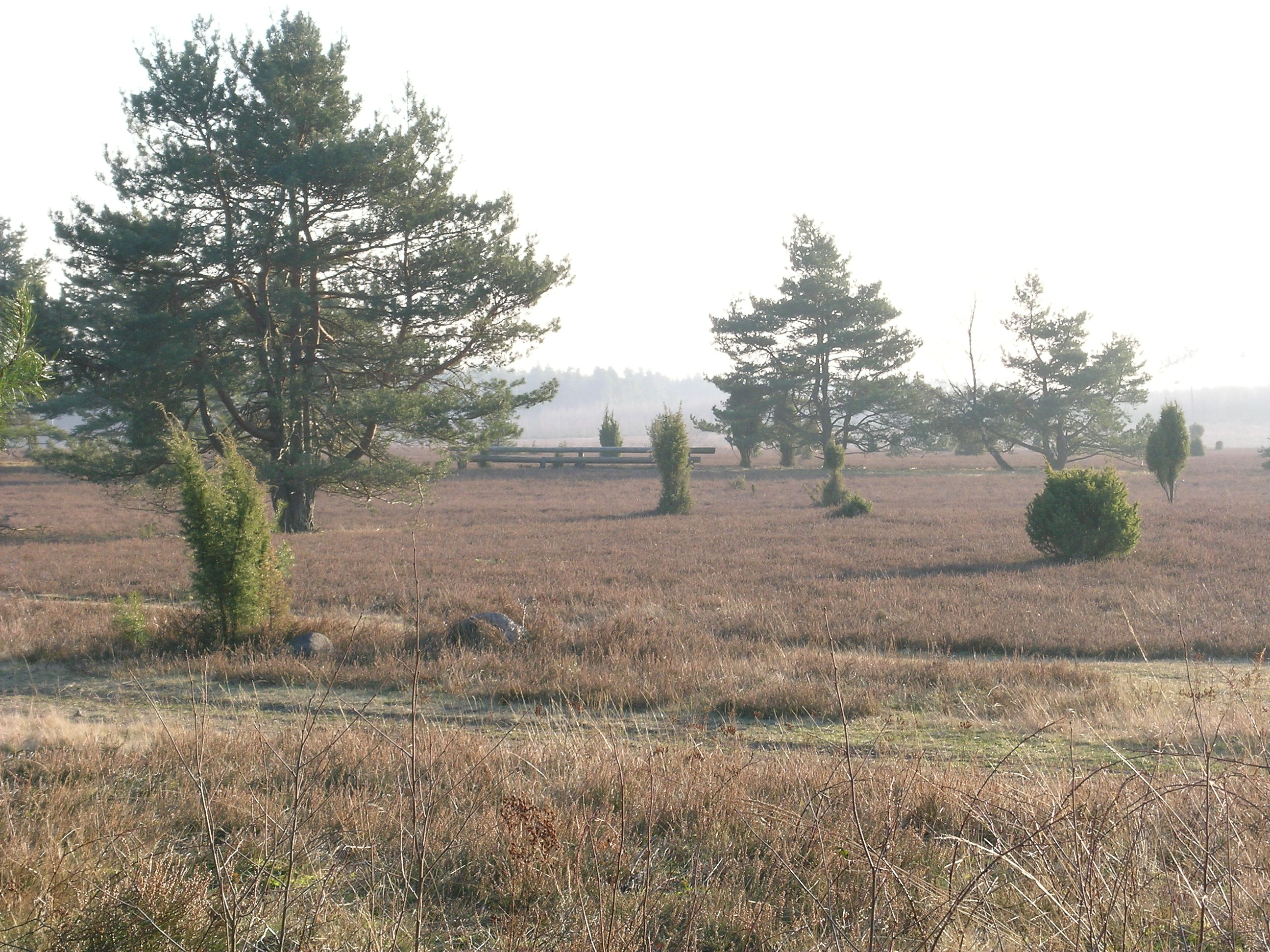
Heide in Tiefental
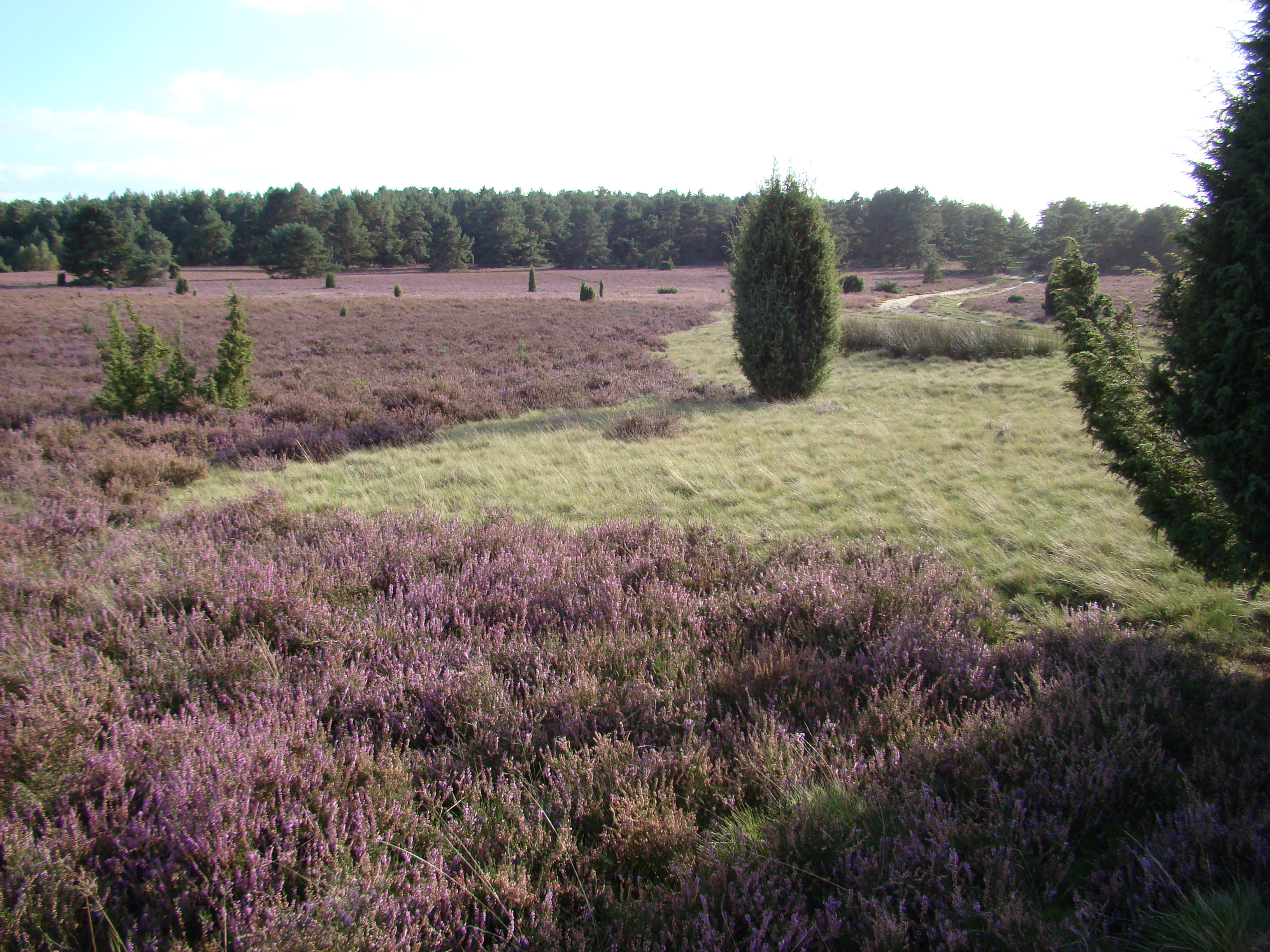
Heidefläche am Haußelberg
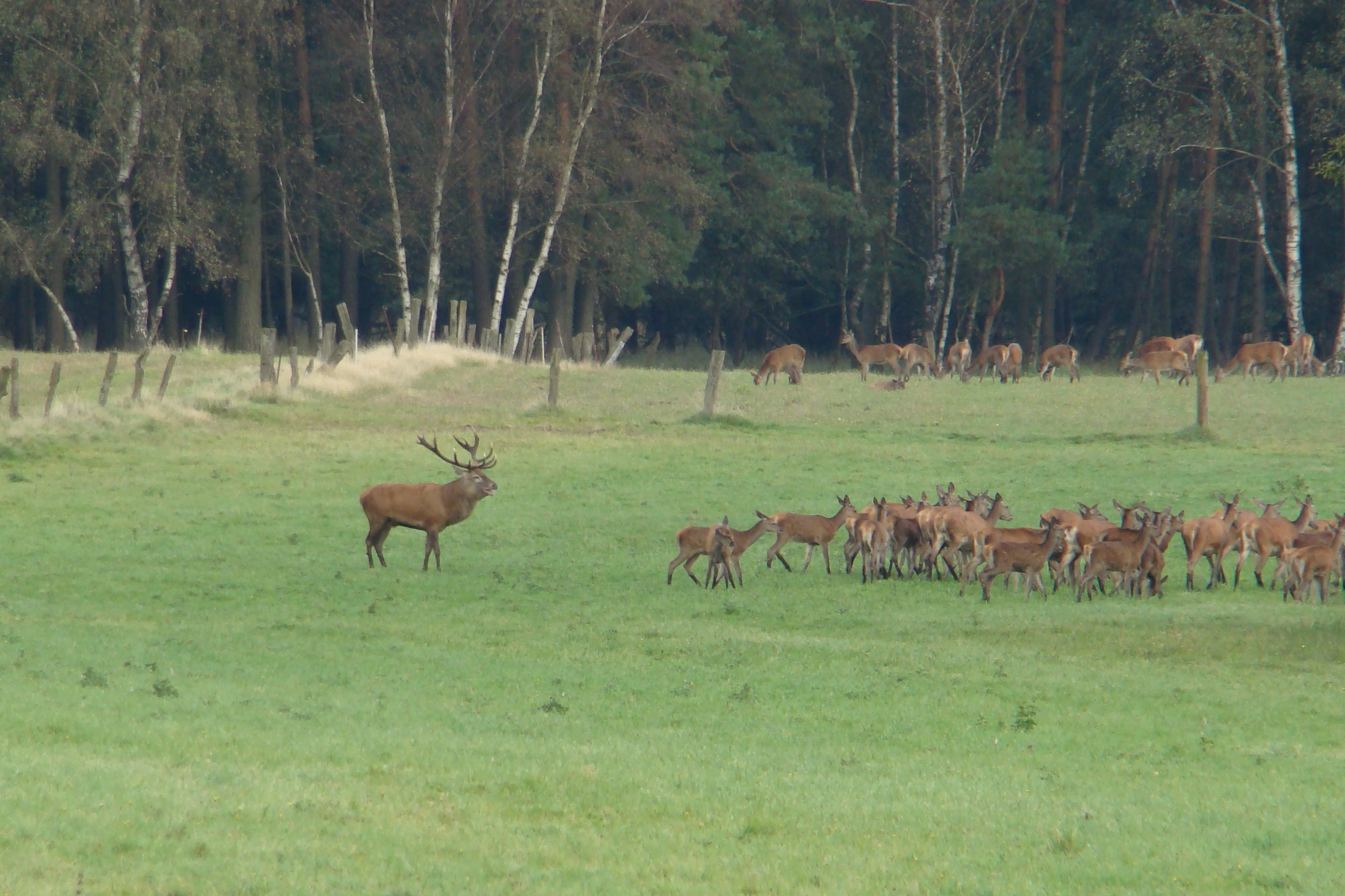
Hirschbrunft bei Starkshorn
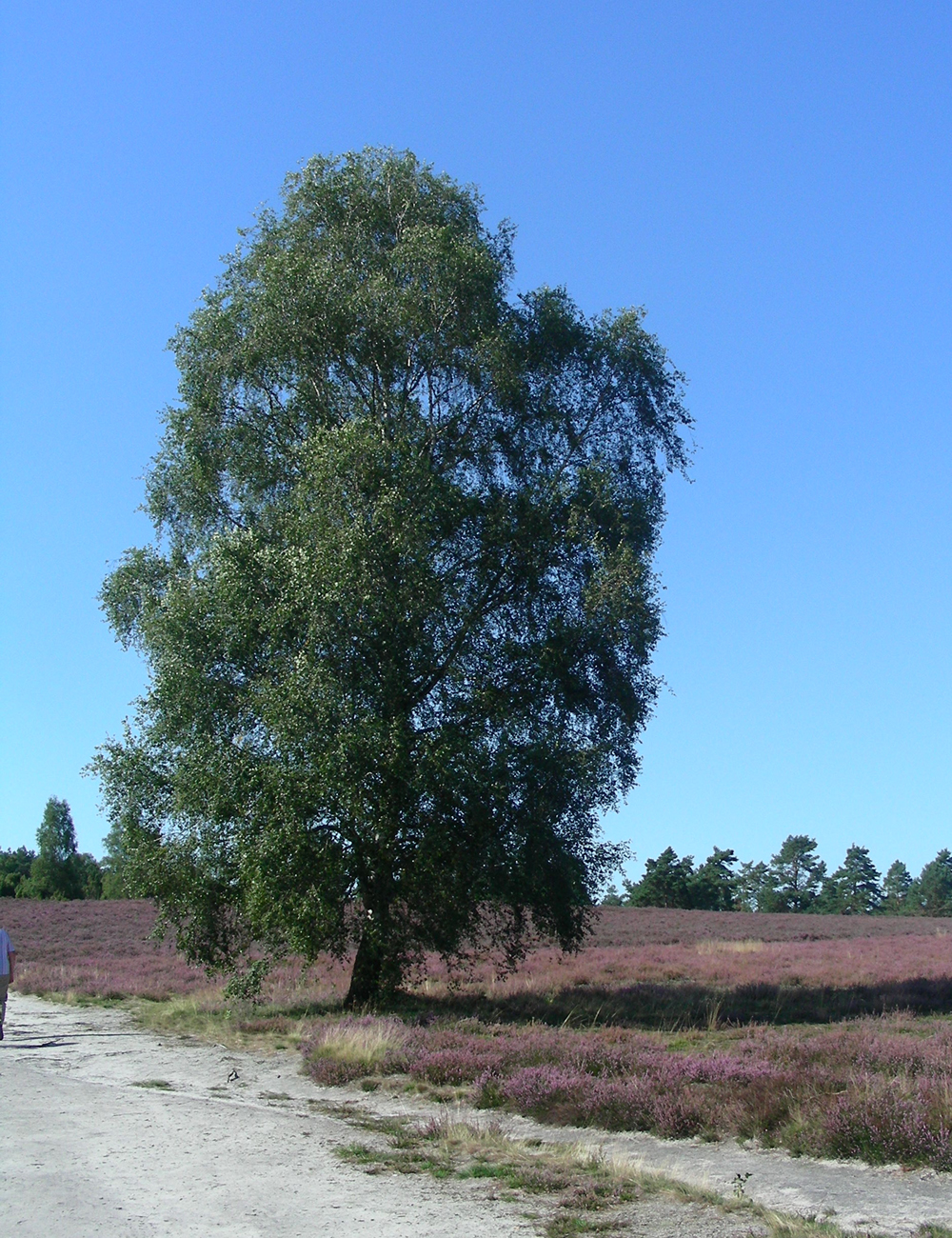
Heideflächen am Wietzer Berg bei Müden (Örtze)

## Tourismus
Der Naturpark bietet neben vielen Ausflugsmöglichkeiten und Sehenswürdigkeiten auch Gelegenheit, sich aktiv zu betätigen.
Wandern
Die leicht hügelige Landschaft mit geringen Höhenunterschieden ist ideal zum Wandern. Der Naturpark bietet ein Netz von ausgeschilderten Wanderwegen mit einer Länge von etwa 400 km.
Durch das Gebiet führen verschiedene sowohl regionale als auch internationale Wanderwege. Unter anderem der Europäische Fernwanderweg E1, der Heidschnuckenweg und der deutsche Jakobsweg Via Scandinavica.
Radfahren
Ein gut ausgeschildertes Radwegenetz und zehn Rad-Thementouren mit über 400 km Länge führen durch die Landschaft. 70 Schutzhütten am Weg können bei Gelegenheit aufgesucht werden. Der Landkreis Celle wurde 2014 vom Land Niedersachsen mit dem Landespreis Fahrradfreundliche Kommune ausgezeichnet.
Reiten
Viele naturbelassene Sandwege bieten ein pferdefreundliches Geläuf. Das ausgeschilderte Reitwegenetz hat eine Länge von ca. 180 km. Im Jahr 2010 wurde der Naturpark von der Deutschen Reiterlichen Vereinigung mit dem Bundespreis „Pferdefreundliche Region“ ausgezeichnet.
Paddeln
Zwischen dem 16. Mai und dem 14. Oktober, in der Zeit von 9 – 18 Uhr ist auf der Örtze, der Lachte und der Aschau das Paddeln mit Kajaks und Kanus zugelassen. Diverse Ein- und Aussetzstellen sind in den anliegenden Ortschaften eingerichtet. Aus Naturschutzgründen dürfen die anderen kleinen Heidebäche nicht befahren werden.

Tourismus
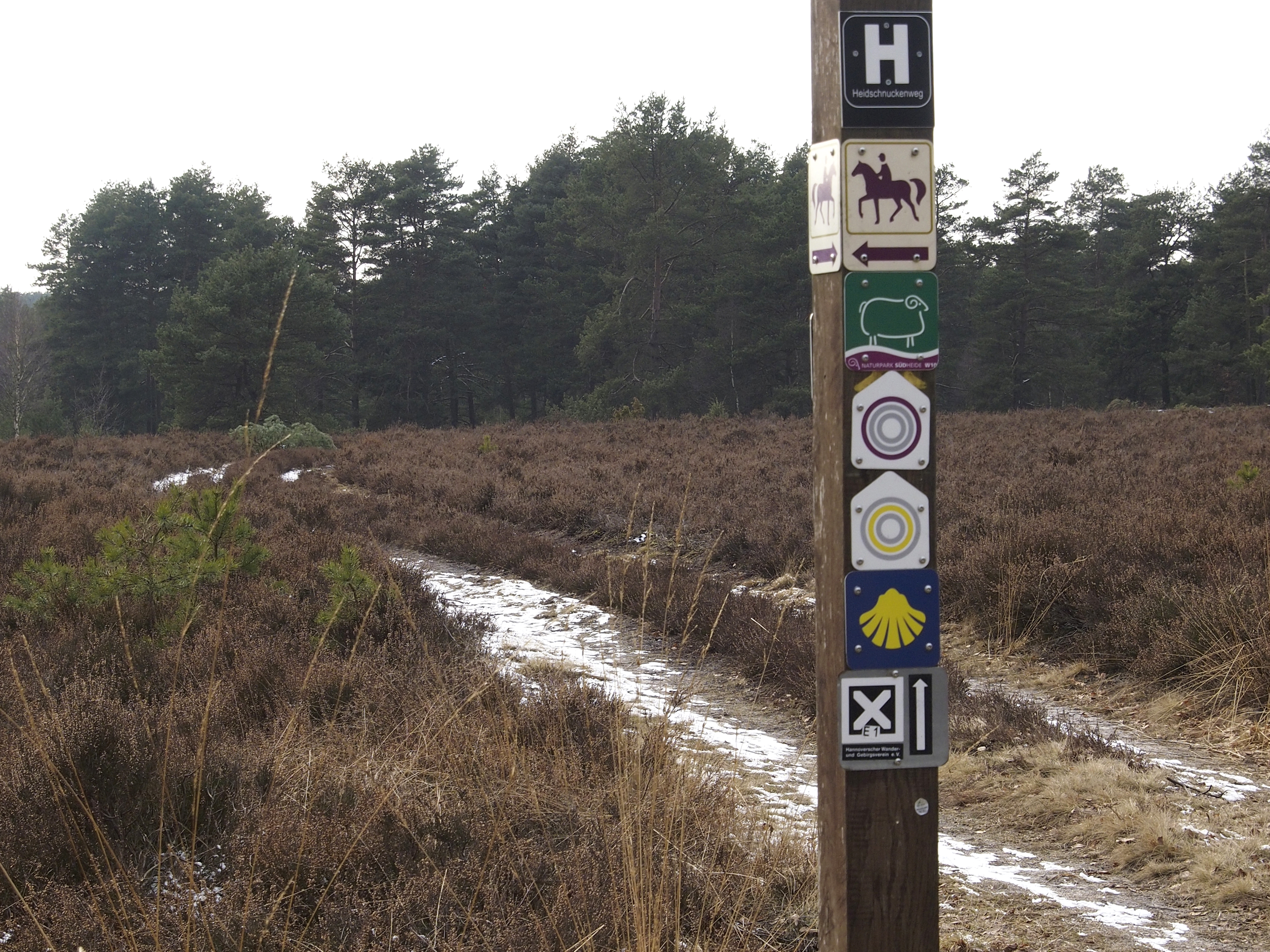
Wanderwegweiser
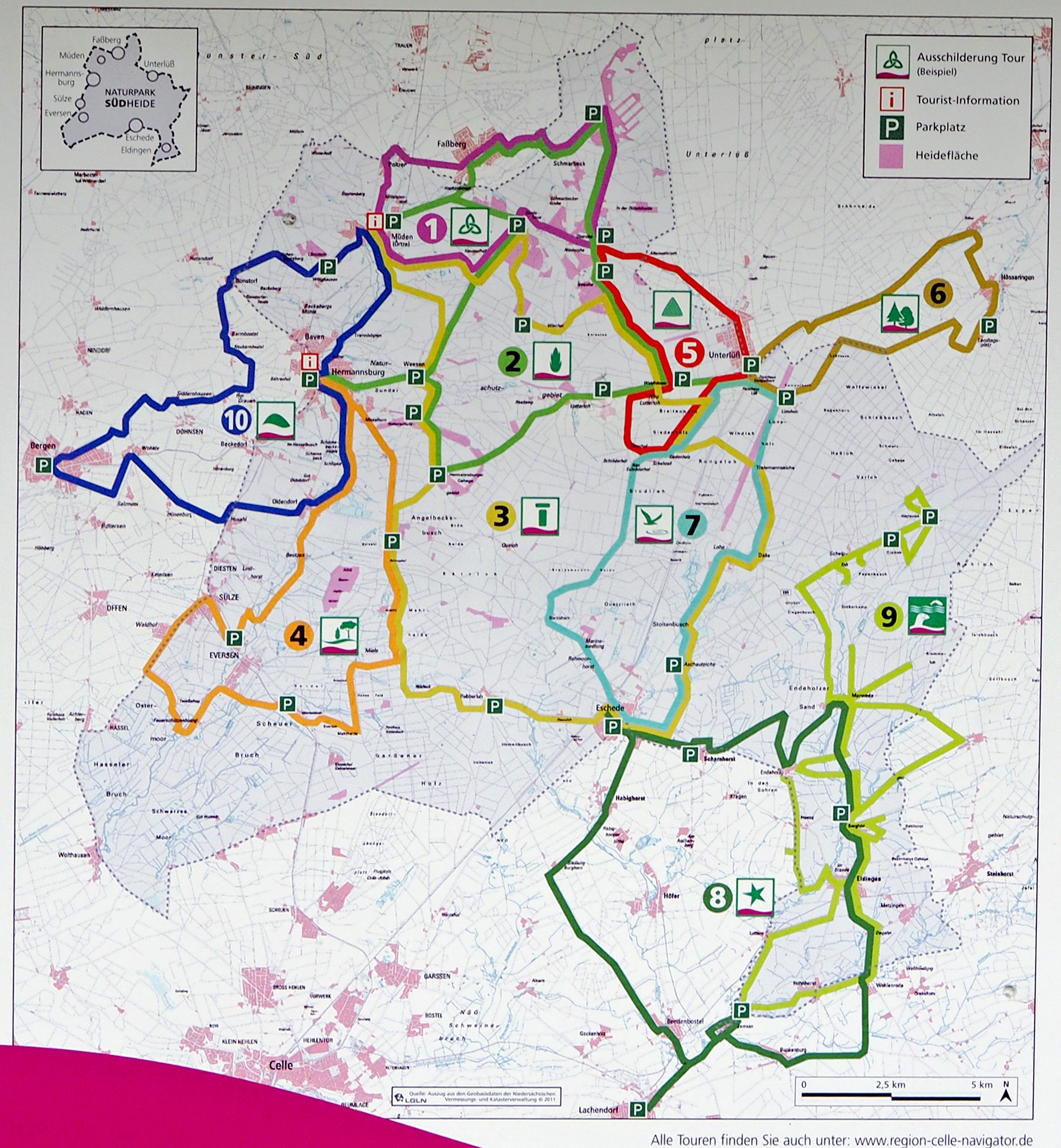
Radwegeplan
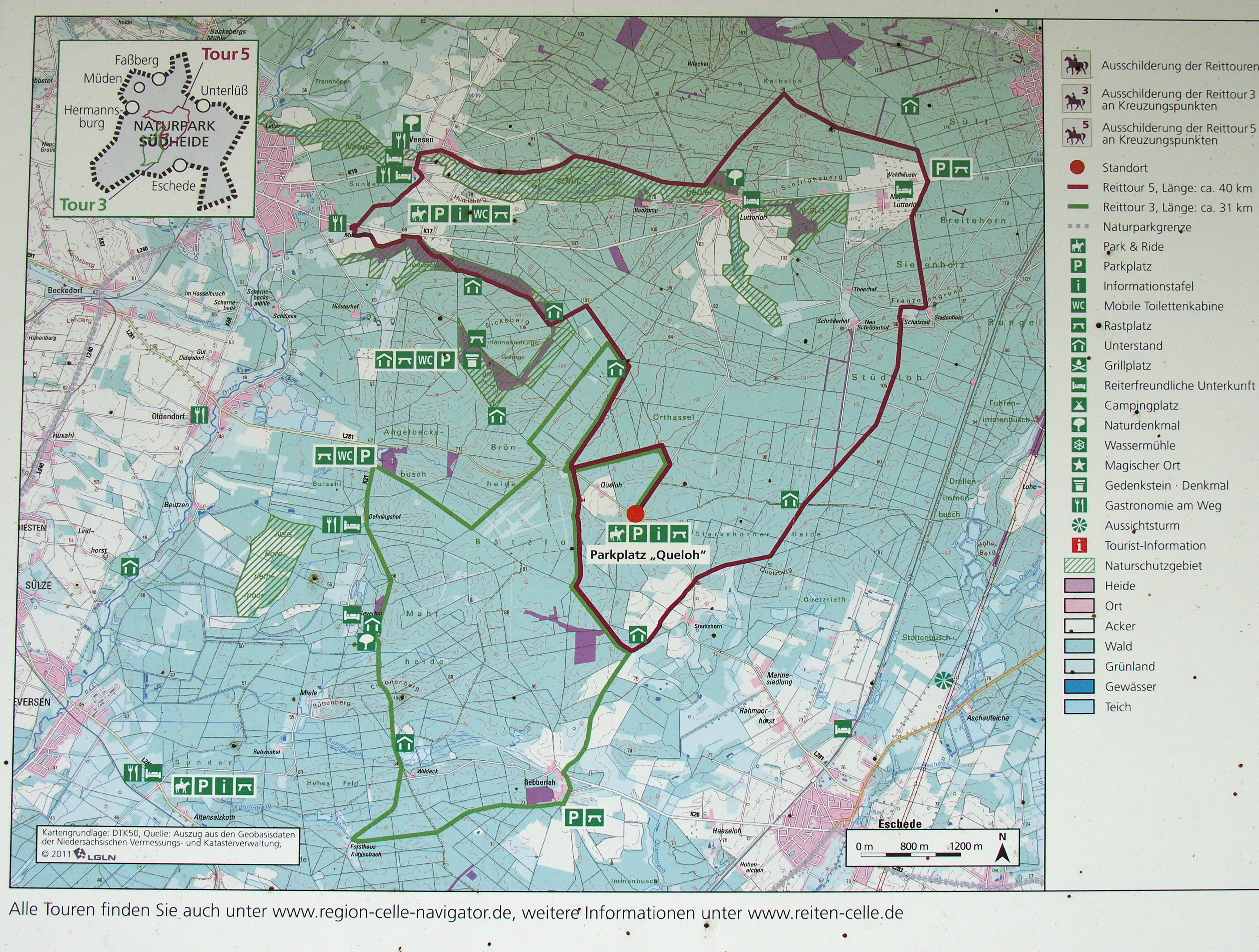
Reittourenkarte
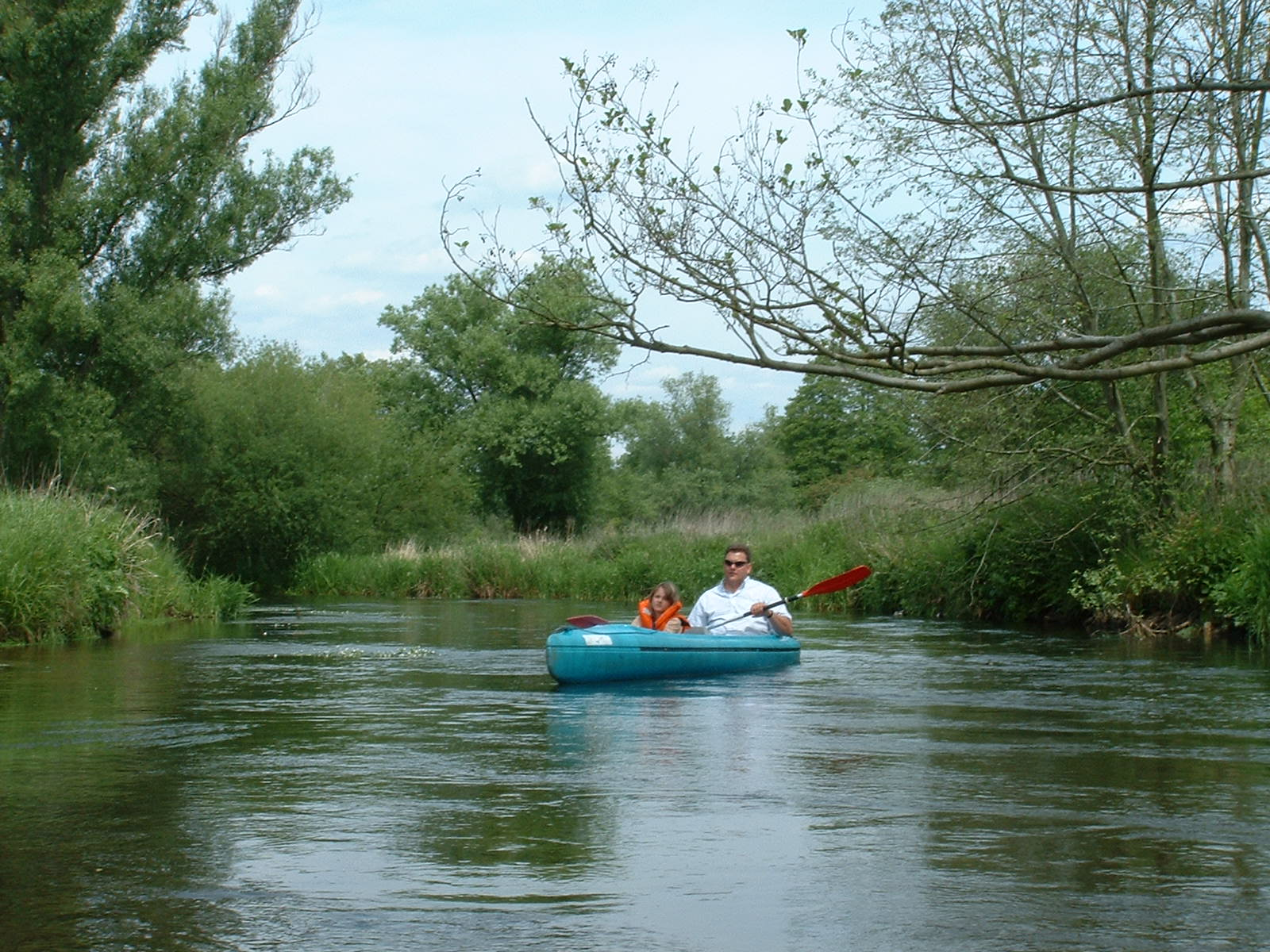
Zweier-Kajak auf der Örtze

## Landschaftsbild und Landschaftserleben
Der dänische Dichter Jens Immanuel Baggesen schrieb im Jahre 1794 anlässlich seiner Reise durch Deutschland, als er durch den Bereich der heutigen Südheide kam:

„S.56
1. Montag (1. 9.1794).
[…] Der eigentlich öde und traurige Theil des Wegs von Lüneburg bis Celle fängt hier an. Sand, Haide und Moor, umgeben von ewigen Tannen- und Fichtenwäldern, ist Alles, was man entdeckt. Nicht ein einziges Dach – kein Wasser – kein Mensch – kein Thier – selbst nicht die Luft, – wenn ich eine fürchterliche Menge von Raben ausnehme.
S.57
Ueber diese stille todte Fläche rollte unser Fuhrwerk so leicht und leise, daß man seinen eigenen Athemzug hörte.“

## Naturkatastrophen

### Niedersachsenorkan 1972
Am 13. November 1972 zog der Orkan Quimburga über den Naturpark Südheide und hinterließ in den Waldflächen großen Sturmschäden durch umgestürzte Bäume. Wegen der enormen Schäden, die der Orkan in Niedersachsen anrichtete, wurde das Ereignis als Niedersachsenorkan bezeichnet.

### Waldbrandkatastrophe 1975

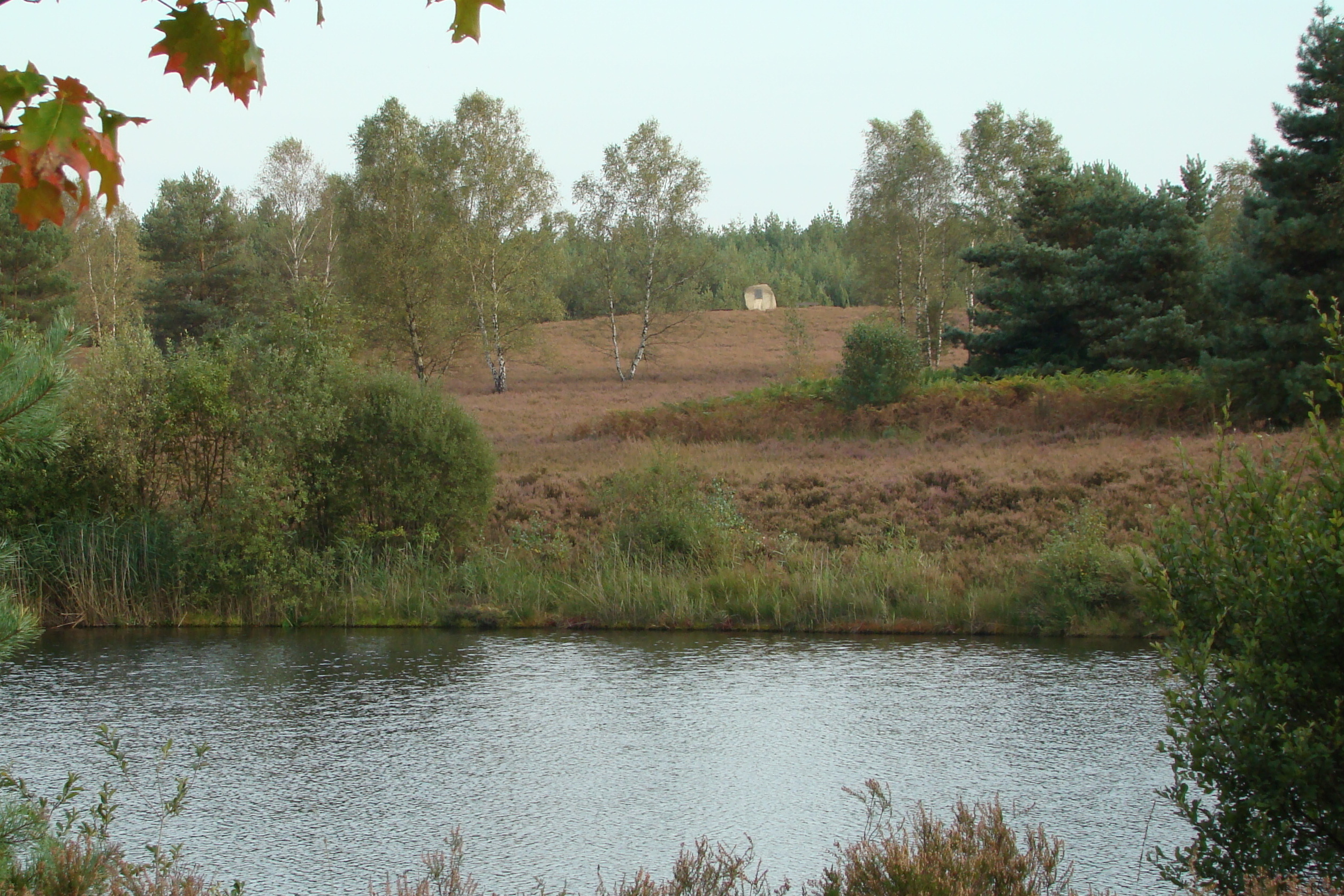
Neu angelegter Löschwasserteich – im Hintergrund ein Gedenkstein. Unweit dieser Stelle begann am 10. August 1975 das Feuer

Der Brand in der Lüneburger Heide 1975 als größter Waldbrand in der Geschichte der Bundesrepublik betraf auch das Gebiet des Naturparks Südheide. Einer der Brandherde entwickelte sich am 9. August 1975 um 12:50 Uhr aus einem Feuer im Raum Unterlüß/Schmarbeck. Am Folgetag um 12:30 Uhr wurde zwischen Eschede und Oldendorf nahe dem Ort Queloh (Gemeinde Eschede) ein Waldbrand gemeldet. In den Kiefern-Monokulturen breitete sich das Feuer rasch aus. Am 10. August erklärte der Lüneburger Regierungspräsident den Katastrophen-Zustand. Die örtlichen Feuerwehren unter Leitung des Oberkreisdirektors wurden nicht mehr Herr der Lage. Erst als schließlich die Bundeswehr die Einsatzleitung übernahm, wurde die Brandbekämpfung professionell koordiniert. Am 18. August waren die schlimmsten Brandherde unter Kontrolle, und der Katastrophenalarm konnte beendet werden. Im Bereich des Naturparks waren etwa 6.000 Hektar Wald-, Moor- und Heideland verbrannt.

### Konsequenzen für den Naturpark
Bei der Wiederaufforstung der durch den Sturm und den Waldbrand vernichteten Waldflächen war anfangs ein Abgehen von den Kiefern-Monokulturen angedacht. Es sollten mehr Laubbäume (Eichen und Buchen) angepflanzt werden. Bodenuntersuchungen ergaben aber, dass Laubwald wegen des kargen Sandbodens nur auf sehr wenigen Standorten möglich war. Der Waldbrand hatte zudem viel vom vorhandenen Humusboden zerstört. An den Waldrändern pflanzte man teilweise Lärchen, die als Brandschutz dienen sollten. Ansonsten wurden die Brandflächen wieder flächendeckend mit Kiefern aufgeforstet.
Um bei künftigen Waldbränden besser gerüstet zu sein, wurden im Naturpark befestigte Zufahrtswege ausschließlich für Löschfahrzeuge angelegt. An vorhandenen Seen, Fischteichen oder Kiesgruben wurden Löschwasser-Entnahmestellen eingerichtet. Außerdem wurden in der Südheide neue Löschwasserteiche angelegt. Wo Fließgewässer zur Wasserentnahme fehlten, legte man als Löschwasser-Vorratstanks ausgediente Heizöltanks mit jeweils zwischen 20.000 und 100.000 Liter Wasser in die Erde.